# Bürgerpark und Stadtwald

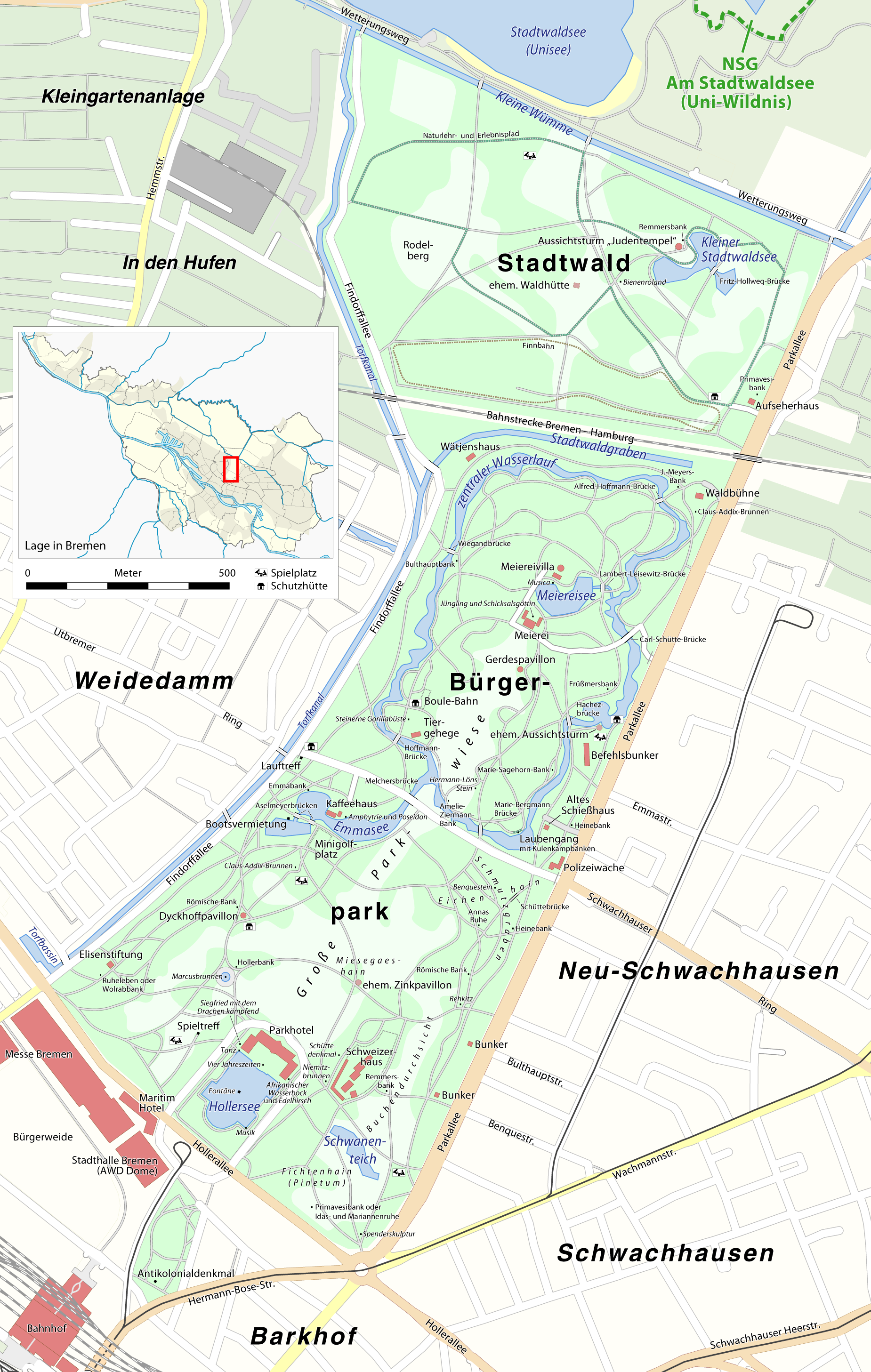
Lageplan des Bürgerparks und des Stadtwaldes

Der Bürgerpark und der Stadtwald sind die bekannteste Parkanlage in Bremen. Mit zusammen mehr als 200 Hektar ist sie – nach dem Park links der Weser – die zweitgrößte Grünanlage der Hansestadt.
Der Bürgerpark entstand in der zweiten Hälfte des 19. Jahrhunderts unweit des Hauptbahnhofes als klassischer Volksgarten mit Seen, Kaffeehäusern und Liegewiesen innerhalb der bewaldeten Flächen. In der Zeit nach 1900 wurde nördlich davon der rund 65 ha große Stadtwald angelegt. Zusammen bieten sie heute den Besuchern mit so unterschiedlichen Attraktionen wie Tiergehegen, einem Bootsverleih, einer Finnenbahn, Lehrpfaden sowie Minigolf- und Bouleplätzen zahlreiche Möglichkeiten zur Freizeitgestaltung.
Sowohl im Stadtwald als auch im Bürgerpark finden sich neben zahlreichen teilweise mehr als 130 Jahre alten Skulpturen und Denkmälern mehrere denkmalgeschützte Gebäude in aufeinander abgestimmten Naturensembles. Bis heute erfolgt die Unterhaltung ohne Regelfinanzierung aus öffentlichen Kassen durch den Bürgerparkverein, der sich ausschließlich durch Beiträge und Spenden trägt. Eine seiner wichtigsten Einnahmequellen ist die seit 1953 jährlich von Anfang Februar bis in den Mai veranstaltete „Bürgerpark-Tombola“.

## Lage
Der Bürgerpark und der Stadtwald liegen etwa einen Kilometer nordöstlich der Bremer Altstadt und erstrecken sich als unregelmäßiges Viereck in selbige Richtung. Sie haben ihr Gebiet in den Ortsteilen Bürgerpark und Neu-Schwachhausen im Stadtteil Schwachhausen. Im Süden an der Hollerallee gleich gegenüber der Stadthalle (jetzt Bremen Arena) beginnend, wird der Grünzug im Westen auf der gesamten Länge vom Torfkanal und der Findorffallee und im Osten vollständig von der Parkallee begrenzt. Als Grenze zwischen Bürgerpark und Stadtwald fungiert die (Bremer Schleife zwischen Sagehorn und Dreye der) Bahnstrecke Bremen–Hamburg. Die Verbindung zwischen beiden Bereichen erfolgt über zwei kleine Fußgängerunterführungen jeweils an den Außenseiten der Anlage. Die nördliche Abgrenzung bildet der Wetterungsweg. Oberhalb davon erstrecken sich jedoch noch der 28,2 Hektar große Stadtwaldsee (Unisee) sowie das 11,4 Hektar große Naturschutzgebiet „Am Stadtwaldsee (Uni-Wildnis)“, über welche die Parks mit dem Blockland verbunden sind und somit wie eine grüne Zunge aus den weitläufigen Marschwiesen in die Stadt reichen.
Anders als viele andere große städtische Parks wie beispielsweise der New Yorker Central Park oder der Berliner Tiergarten werden Bürgerpark und Stadtwald nicht von Verkehrsstraßen zerschnitten. Als einziger großer, einheitlicher Durchgang von einer Seite zur anderen fungiert eine breite, gesperrte Trasse, die an der Polizeiwache im Osten beginnt, den Emmasee nördlich passiert und an der Westseite austritt. Er stellt das nicht befahrbare Verbindungsstück im stadtteilübergreifenden Straßensystem Waller Ring, Osterfeuerberger Ring, Utbremer Ring im Westen und Schwachhauser Ring, Kirchbachstraße im Osten dar.
Der Bürgerpark ist mit den Straßenbahnlinien 5, 6 und 8 und den Buslinien 22, 24, 25, 26, 27 und 28 der Bremer Straßenbahn AG erreichbar. Die umgebenden Haltestellen sind Am Stern, Bürgerpark, Findorffallee, Weidedamm, Weidedamm III, Parkallee, Busestraße/Bürgerpark und Emmastraße/Bürgerpark.

## Geschichte

### Bürgerpark

#### Planungen

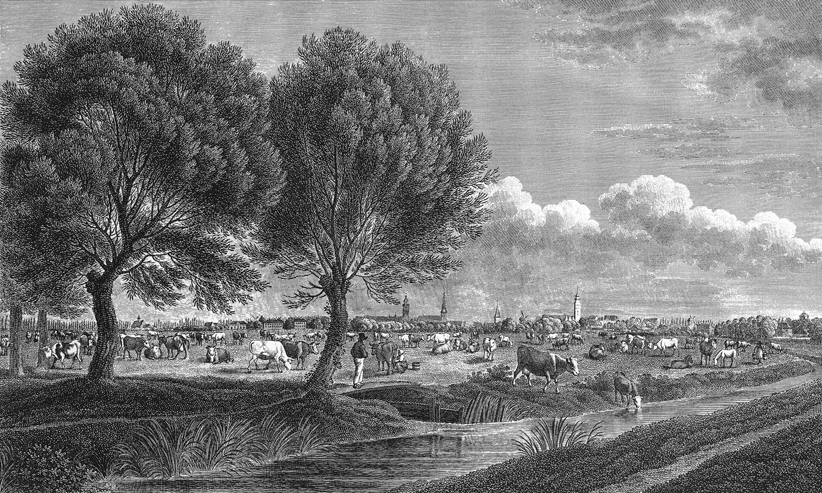
Die Bürgerweide mit Blickrichtung Süden zur Stadt im Jahre 1822

Die ländliche Bewirtschaftung der Bremer Bürgerweide – eines ursprünglich 450 Hektar großen, aber im Zuge der Urbanisierung verkleinerten Wiesengeländes nördlich der Stadt – nahm in den 1860er Jahren stetig ab und wurde 1864 vollständig eingestellt. Es musste über eine andere Nutzungsmöglichkeit nachgedacht werden. Vom 16. bis zum 24. Juli 1865 trugen mehrere Tausend Schützen auf der Weide das Zweite Deutsche Bundesschießen aus. Die Teilnehmer litten auf der kahlen Fläche unter der starken Sonneneinstrahlung und der Hitze, und es kam die Idee eines Schießstandes unter Bäumen auf. Die Stadtoberen planten auf der Bürgerweide zwar weitere Veranstaltungen, um „Bremens Reputation im Deutschen Reich“ zu stärken, doch die expandierende Stadt benötigte auch Erholungsgebiete und Grünräume, die zur damaligen Zeit nur in den Wallanlagen geboten wurden.
Hauptideengeber für eine Aufforstung des Gebietes war wohl der Kauf- und Geschäftsmann Johann Hermann Holler. Ein erstes Treffen von interessierten Bürgern fand noch am 25. September des gleichen Jahres unter Leitung des Kaufmannes Franz Ernst Schütte im Bremer Ratskeller statt. Alsbald stellte sich heraus, dass der Senat einem solchen Projekt keine Geldmittel zur Verfügung stellen würde, weshalb sich eine Bürgerinitiative gründete. Sie konstituierte sich am 16. November als Comité zur Bewaldung der Bürgerweide mit anfänglich 60 Mitgliedern.
Das Gremium beauftragte schon bald darauf Carl Friedrich Wilhelm Nagel mit der Ausarbeitung eines Generalplanes. Dieser sah Spielplätze, einen Konzertgarten, Seen, Wiesen, eine Reitbahn und weitere typische Gestaltungselemente eines Volksparkes vor. Allerdings verwarf Nagel seinen Vorschlag selbst wieder und zog ihn schließlich zurück. Das Projekt geriet daraufhin etwas ins Stocken, doch das Komitee nahm Verhandlungen mit drei Gartenarchitekten auf. Man entschied sich am Ende für die Pläne Wilhelm Benques. Nach dieser Übereinkunft, die einen schnellen Fortschritt der Arbeiten in Aussicht stellte, erhielt man regen Zulauf, und schon bald zählte die Vereinigung rund 800 Mitglieder. Benque erhielt eine Anstellung als Angestellter des Komitees und zukünftiger Parkdirektor. Ein vollständiger Gestaltungsplan war erarbeitet und viel Geld in Form von Spenden gesammelt, bevor der Vorstand des Komitees eine Bitte an den Senat richtete, mit der Intention, einen Abschnitt der Bürgerweide einer anderen Nutzung zuzuführen und ein „städtisches Gehölz“ anzulegen. Die Anfrage wurde bewilligt und der Senat und die Bürgerschaft überschrieben den Planern ein Areal von 76 Hektar Größe.

#### Entstehung

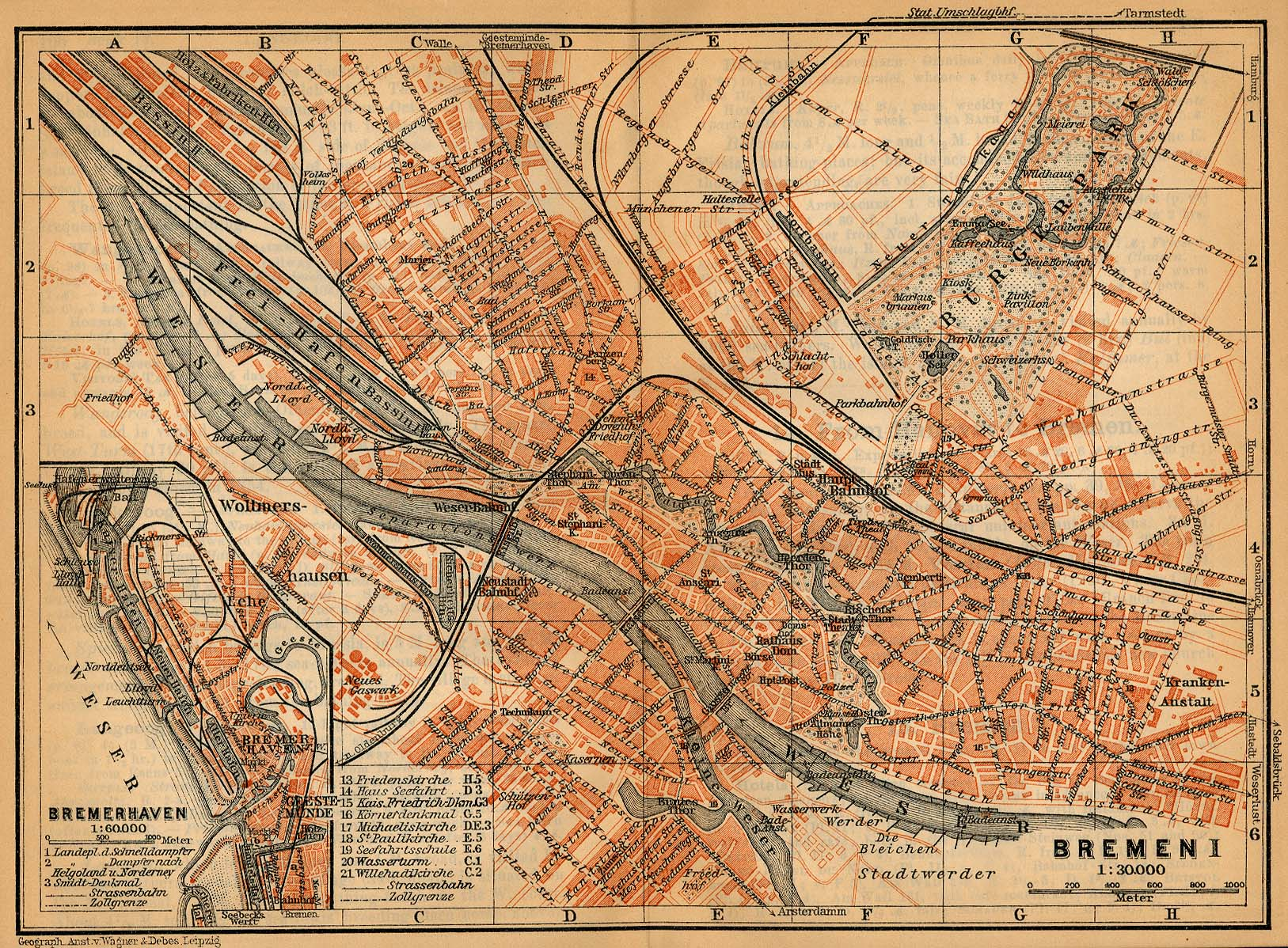
Bremen im Jahre 1910. Deutlich zu erkennen ist der Bürgerpark. Der in jenem Jahr bereits fertiggestellte und angegliederte Stadtwald ist noch nicht eingezeichnet.

Am 28. Juni 1866 erfolgte der erste Spatenstich und knapp 170 Arbeiter vollbrachten mit dem Aushub des heutigen Emmasees die erste gartenarchitektonische Maßnahme. Zwar überarbeitete Benque seine Pläne zum Jahreswechsel 1866/1867 noch einmal (unter anderem verlegte er auf Anraten des Gartendirektors Johann Heinrich Gustav Meyer das große Wasserbecken – den späteren Hollersee – weiter nach Süden), doch im Frühling 1867 konnten die ersten Bäume gepflanzt werden. Wenige Monate später wurde auch das erste Kaffeehaus mit Musikpavillon und Grotte errichtet. Im August begann man mit der Gestaltung der Hauptanlage im Süden einschließlich des Hollersees, welche drei Jahre später vollendet wurde. Fast zeitgleich jedoch zog sich Ende 1870 Benque aus dem Projekt zurück. Andere Quellen sprechen von einer Entlassung.
Im Jahr 1872 ging aus dem Comité zur Bewaldung der Bürgerweide der noch heute bestehende Bürgerparkverein hervor, und die Verantwortlichen in den städtischen Ausschüssen genehmigten 60 weitere Hektar als Erweiterung des Geländes nach Norden („Bürgerwald“). 1873 entstand das große Parkhaus. In jenem Jahr präsentierte sich die Parkanlage erstmals vom Anfang im Süden bis zur Straße des Schwachhauser Rings, also auf einer Länge von knapp einem Kilometer, als homogene Gestaltungseinheit. 1874 konnte der Schießstand übergeben werden, der ursprünglich den Anstoß zur Umgestaltung der Bürgerweide gegeben hatte, und vom 13. bis 21. Juni desselben Jahres fand die Internationale landwirtschaftliche Ausstellung in den neuen Parkanlagen statt. 1877 erlangte der Kaufmann Franz Ernst Schütte den Posten als Vorsitzender des Vereins und trieb als solcher den Ausbau und Fortgang der Gestaltung wesentlich voran – nicht zuletzt durch massive finanzielle Zuwendungen aus seinem mit Ölimporten erworbenen Vermögen. Benque nahm ebenfalls 1877 seinen Posten als Parkdirektor wieder ein und erlebte drei Jahre später die Fertigstellung der Meierei. 1884 trat er nach kontrovers geführten Diskussionen bezüglich der weiteren Entwicklung des Parks endgültig zurück. Sein Nachfolger wurde Carl Ohrt. Die Bauarbeiten waren 1886 beendet und der Bürgerpark endgültig ausgestaltet.

#### Weitere Geschichte

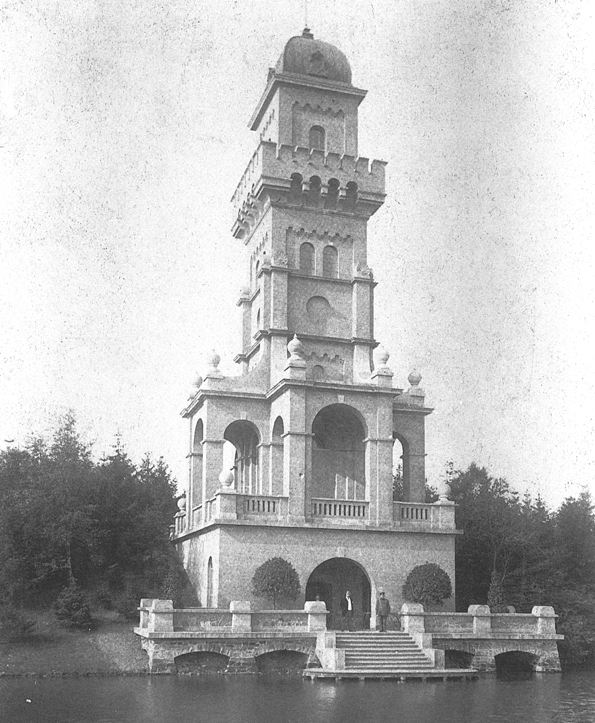
Der 1889 errichtete, im Zweiten Weltkrieg zerstörte und 1962 abgerissene Aussichtsturm im Bürgerpark

Ein Ereignis von überregionaler Bedeutung war die Nordwestdeutschen Gewerbe- und Industrieausstellung, die vom 31. Mai bis zum 15. Oktober 1890 auf einem 37,5 Hektar großen Areal im südlichen Bereich des Parks veranstaltet wurde. Hierzu wurde das Parkhaus abgerissen und als Haupthaus der Ausstellung ein Neubau errichtet. Dieser brannte allerdings 1907 in einem Großfeuer nieder, weswegen sechs Jahre darauf ein drittes Parkhaus im Stil eines fürstlichen Landsitzes eingeweiht wurde.
Im Bremen zur Zeit des Nationalsozialismus wurden während des Zweiten Weltkrieges auf der Ostseite des Bürgerparks drei Luftschutzbunker errichtet, die noch erhalten sind. Derjenige gegenüber der Einmündung der Emmastraße in die Parkallee diente zunächst der 8. Flak-Division und später 1945 dem Kampfkommandanten als Befehlsbunker. Die beiden anderen stehen im Abschnitt zwischen Bulthaupt- und Benquestraße. Im Zuge der Luftangriffe erlitten die Grünanlagen massive Verwüstungen – so wurden beispielsweise das Parkhaus sowie der von Franz Ernst Schütte gestiftete, hohe Aussichtsturm im Bürgerpark zerstört. Ersteres baute man 1956 als Parkhotel wieder auf.
Im Jahre 1990 erhielten Bürgerpark und Stadtwald den Schutzstatus eines Gartendenkmals zugesprochen. Im selben Jahr wurde ein fachwissenschaftlicher Beirat eingeführt, der der Parkverwaltung in Fragen der Erhaltung und Pflege der Parks zur Seite steht.

### Stadtwald
Auf einer Sitzung am 6. Juli 1906 beschlossen der Ausschuss und der Vorstand des Bürgerparkvereins, ein Gesuch an den Senat zu stellen, mit der Bitte, dem Verein das trapezförmige Gebiet nördlich der Eisenbahnlinie bis zum Wetterungsweg – die sogenannte Bürgerweidekämpe – zur Anlage eines Stadtwaldes zu übereignen. Die gartenarchitektonische Gestaltungsplanung übernahm der damalige Parkdirektor Carl Ohrt, und der Kaufmann und gleichzeitige Vorsitzende des Bürgerparkvereins Franz Schütte sagte die Bereitstellung von 100.000 Goldmark aus seinem Privatvermögen zur Deckung der Kosten zu. Im Juli genehmigten die Vereinsmitglieder auf einer außerordentlichen Generalversammlung das Gesuch, welches dann umgehend gesendet wurde. Am 14. September teilte der Senat seine Zustimmung mit:

„[…] Der Senat glaubt, daß trotz des immerhin nicht unerheblichen Ausfalls an Pacht im Hinblick auf den unbestreitbaren Vorteil, der der gesamten bremischen Bevölkerung durch Anlage eines Stadtwaldes erwachsen wird, dem Antrag des Bürgerparkvereins die Zustimmung nicht zu versagen sei. Er begrüßt das Vorgehen des Bürgerparkvereins im Interesse Bremen lebhaft, er ist der Ansicht, daß das Anerbieten des Freundes des Vereins, welches diesem sein Vorgehen ermöglicht hat, den wärmsten Dank verdient, und ersucht die Bürgerschaft, sich mit dem Beschlusse zu vereinigen, daß dem Bürgerparkverein das gewünschte Areal baldtunlichst unter denselben Bedingungen überwiesen wird, wie solche für den Bürgerpark festgelegt sind.“

Noch im Oktober desselben Jahres kamen im Zuge der ersten Arbeiten zwei Lokomobile und ein Dampfpflug mit zugehörigem Wasserkesselwagen zum Einsatz, die man sich von der Oldenburger Forstverwaltung geliehen hatte. Der schluffige Tonboden über Niedermoor mit örtlich starker Grundnässe musste zunächst bis zu 70 Zentimeter tief umgepflügt werden. Da der hohe Grundwasserstand die Ausbildung eines weiten Wurzelgeflechtes verhinderte, setzte man die Bäume äußerst dicht, damit sie sich gegenseitig stützen konnten. Insgesamt wurden auf der Fläche von 265 Morgen 525.000 Laub- und Nadelholzbaumsetzlinge, 75.000 Niederholzsetzlinge sowie 1.940 Alleebäume gepflanzt. Es entstanden Alleen mit einer Länge von zusammengerechnet 5.270 Metern, und der Aushub des Kleinen Stadtwaldsees ermöglichte die Aufschüttung eines sieben Meter hohen Hügels an dessen Ufer. An der Ost- und an der Westseite erfolgte die Anlage je einer Nadelholzschonung, und der Wald öffnete sich zu vier kleinen verstreuten Lichtungen mit Liegewiesen. Die Fußwege gestaltete man in Grasform, so dass sie ein teppichgleiches Aussehen erhielten und wesentlich niedrigere Unterhaltskosten erforderten. Bemerkenswertestes Merkmal waren jedoch zwei große Alleen. Die Nord-Süd-Achse verlief auf einer Länge von annähernd 600 Metern schnurgerade, und die leicht geschwungene West-Ost-Transversale wies eine Breite von 20 Metern auf und besaß zu beiden Seiten je zwei Baumreihen. Am Kreuzungspunkt beider Trassen in der Mitte des Stadtwaldes errichtete man die Waldhütte. Im Mai 1908, nach weniger als zwei Jahren Bauzeit, gab der Vereinsvorstand auf einer Generalversammlung den Abschluss der Umgestaltung bekannt. Letztlich hatten sich die Kosten doch mehr als verdoppelt, und Schütte zahlte 250.000 Goldmark.
Nach dem Ersten Weltkrieg glich der Stadtwald einem verwahrlosten Gehölz ohne Pflege, weswegen externe Experten dem Parkdirektor Hugo Riggers nahelegten, sämtliche Bäume abholzen zu lassen, da es unmöglich sei, dort wieder Ordnung zu schaffen. Riggers jedoch entschied sich gegen diese radikale Maßnahme; stattdessen erhöhte er die Wege, lichtete den Baumbestand aus und verhalf dem Stadtwald zu neuer Beliebtheit. In den Jahren 1962 und 1972 richteten Orkane teilweise schwere Verwüstungen an. Die Stürme hatten an den aufgrund der schlechten Bodenverhältnisse dünnen, schwachen Stämmen und den kärglich ausgebildeten Kronen der Bäume gute Angriffsmöglichkeiten. Allein 1972 brachen – vornehmlich an der Ostseite des Stadtwaldes in einer Nadelholzpflanzung – 1.730 Bäume und damit mehr als doppelt so viele wie im gesamten Bürgerpark.
Anfang April 1971 drohte der Kleine Stadtwaldsee auszutrocknen, als der Wasserspiegel rapide fiel. Am 2. April erfolgte eine groß angelegte Aktion von Naturfreunden, Mitgliedern des Bürgerparkvereins und Tierschützern, die mit Schlauchbooten und Keschern Hechte und andere Fischarten retteten. Die Ursache für die Trockenheit lag bei den Bauarbeiten der neuen Universität. Dafür spülte man die ehemaligen Marschenwiesen mit Sand auf, wofür große Mengen Wasser benötigt wurde. Es kam zu einer raschen Absenkung des Grundwasserspiegels in diesem Gebiet. Mit Hilfe einer schnell verlegten Rohrleitung und einer Pumpe konnte der See im Stadtwald wieder aufgefüllt werden. Während der Bürgerpark noch heute kaum von den Planungen Benques abweicht, hat sich das Gesicht des Stadtwaldes im Laufe der Jahre sehr verändert. Die anfänglich gestalteten Alleen sind beispielsweise Wiesendurchsichten und der westliche Nadelholzhain einer Lichtung gewichen. Auch die Waldhütte existiert nicht mehr.

## Erscheinungsbild

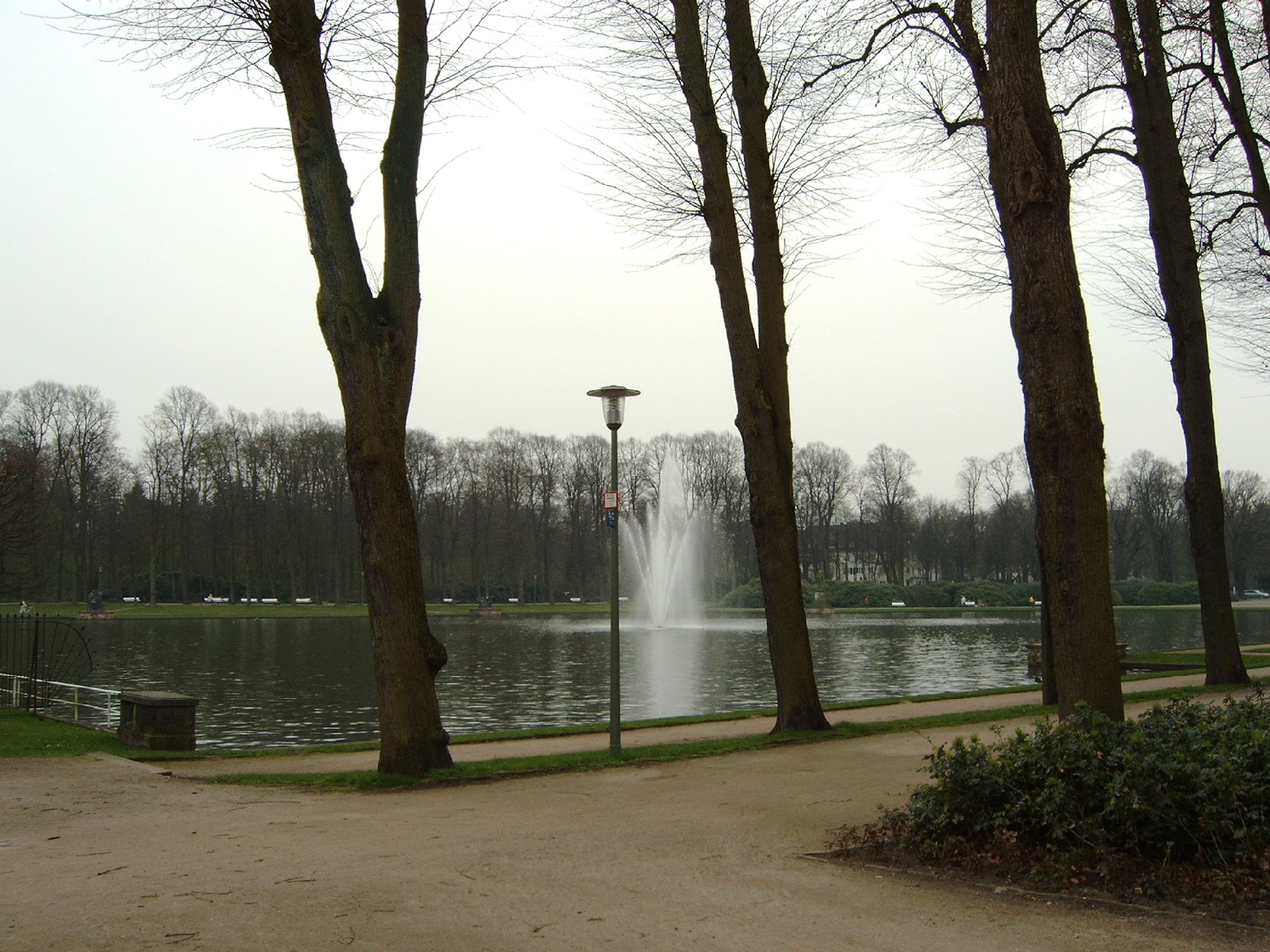
Ein kleiner Ausschnitt des Hollersees mit der Fontäne

Bürgerpark und Stadtwald haben zusammen eine Fläche von 202,5 Hektar. Davon entfallen 136 auf den Bürgerpark und 66,5 auf den Stadtwald. Zusammengerechnet zählen sie somit nach dem Englischen Garten in München, dem Großen Tiergarten in Berlin und dem Altonaer Volkspark in Hamburg zu den größten innerstädtischen Parkanlagen Deutschlands. Der Grünzug hat eine Gesamtlänge von bis zu 2,56 Kilometern, die Breite variiert zwischen 0,6 und 1,17 Kilometern. 142 Hektar (gut 70 Prozent der Gesamtfläche) sind baumbestanden, 30 Hektar (15 Prozent) Liegewiesen und sonstige Rasenflächen und 15 Hektar (7,5 Prozent) Wasserflächen. Hierbei wird der Park von fünf großen Seen dominiert. In der nordöstlichen Ecke des Stadtwaldes liegt der 2.500 Quadratmeter messende, dreigliedrige Kleine Stadtwaldsee. Im südlichen Bereich des Bürgerparks sind in der Südostecke der Schwanensee und in zentraler Lage der künstlich eingefasste Hollersee vor dem Parkhotel angesiedelt. Dieser ist in den Sommermonaten mit einer hohen Fontäne ausgestattet. In nördlicher Richtung folgt im westlichen Parkbereich der Emmasee, an dessen Ufern ein bekanntes Kaffeehaus steht und auf dem man Ruderboote mieten kann. Mit diesen besteht die Möglichkeit, auf dem weitläufigen zentralen Wasserlauf des Bürgerparks zu fahren, der ringförmig den gesamten Parkabschnitt zwischen der Eisenbahnlinie und dem durchquerenden Fußweg durchfließt. Eingeschlossen in diesen Gewässerkreis ist der Meiereisee neben dem Restaurant Meierei. Von diesem aus erstreckt sich die mit 2,9 Kilometern längste Sichtachse Bremens über das südlich anschließende Weidengelände, die Große Parkwiese und das Parkhotel bis zum Bremer Dom. Während im Bürgerpark die Wasserläufe unregelmäßig verlaufen, fließen sie im Stadtwald vergleichsweise parallel im Schachbrettmuster. Der Stadtwaldgraben zieht sich die gesamte östliche Seite des Stadtwaldes entlang und ist dessen größter Bach. Über die Gewässer führen in beiden Parks zahlreiche teilweise aufwendig verzierte Brücken, die entweder nach ihren Stiftern benannt sind (Alfred-Hoffmann-Brücke, Aselmeyerbrücken, Carl-Schütte-Brücke, Hachezbrücke, Hoffmann-Brücke, Marie-Bergmann-Brücke, Melchersbrücke von 1881/82, Schüttebrücke, Wiegandbrücke, Fritz-Hollweg-Brücke) oder dem Namen nach an bekannte Bremer Persönlichkeiten erinnern (Lambert-Leisewitz-Brücke).

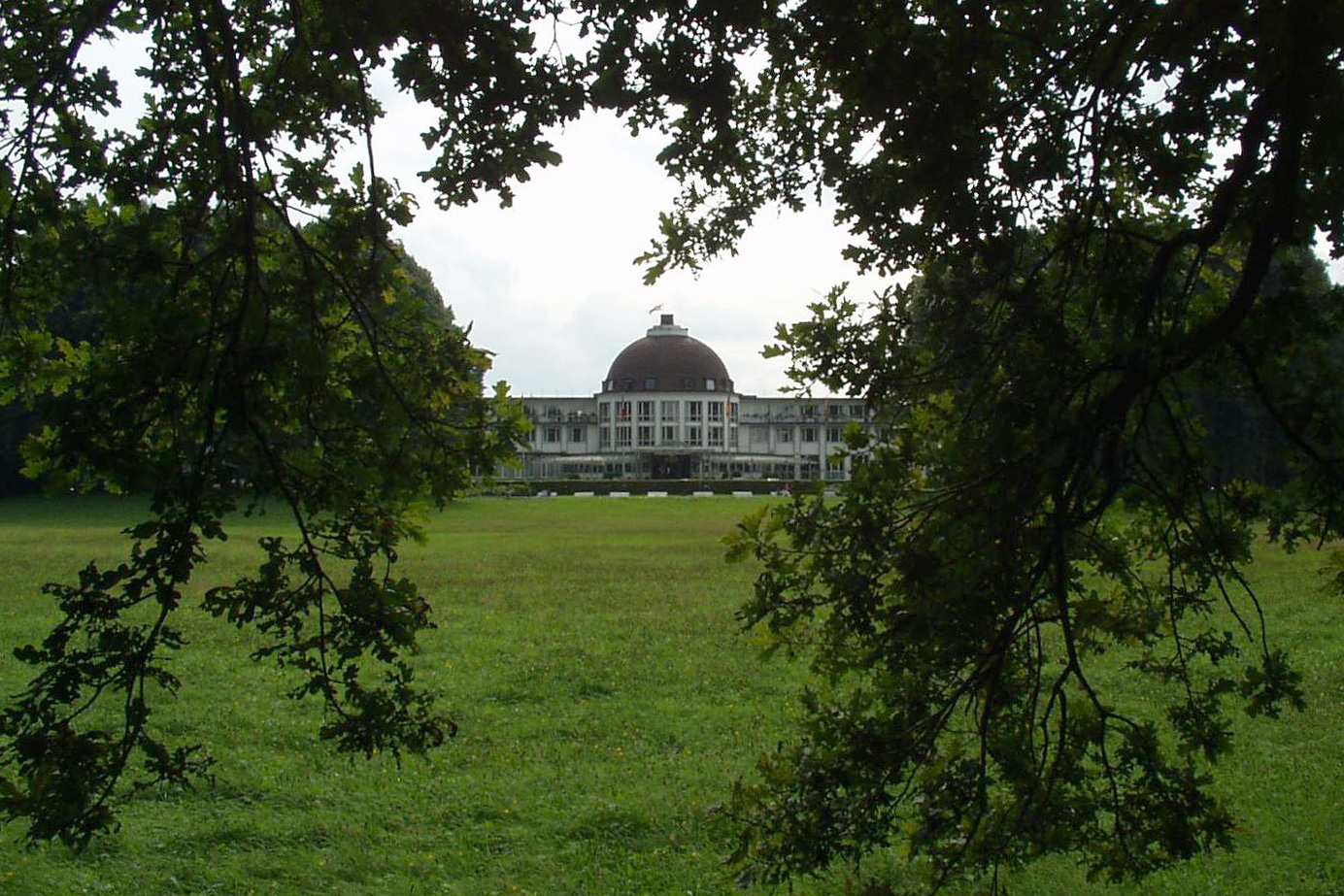
Blick in südliche Richtung auf die Große Parkwiese und das Parkhotel

Stadtwald und Bürgerpark sind vollständig erschlossen und von einem dichten Wegenetz durchzogen. Die Fußwege erreichen zusammengerechnet eine Länge von 31,5 Kilometern, die Radwege sind 14 Kilometer und die Fahrwege 7,3 Kilometer lang. Darüber hinaus existiert seit dem 19. November 1977 im südlichen Abschnitt des Stadtwaldes knapp oberhalb der Bahnstrecke eine 1.667 Meter lange, im Dunkeln beleuchtete Finnenbahn als Rundkurs. Diese wurde letztmals im Jahre 2004 in Kooperation mit dem Bremer Institut für angewandte Prävention und Leistungsdiagnostik überarbeitet. Bei diesen Maßnahmen verbreiterte man die Bahn auf 1,5 Meter und erhöhte sie zum besseren Wasserabfluss um 30 Zentimeter. Ebenfalls im Stadtpark legte der Bürgerparkverein im Jahre 2000 auf Initiative der Bremer Landesjägerschaft einen Naturlehr- und Erlebnispfad an. Innerhalb der Parkgrenzen liegen neben einem Minigolfplatz am Emmasee und einer Boule-Bahn fünf Spielplätze – vier im Bürgerpark und einer im Stadtwald, von denen einige als große Abenteuerspielplätze ausgelegt sind. Zudem erhebt sich im westlichen Drittel des Stadtwaldes auf einer Lichtung ein Rodelberg.

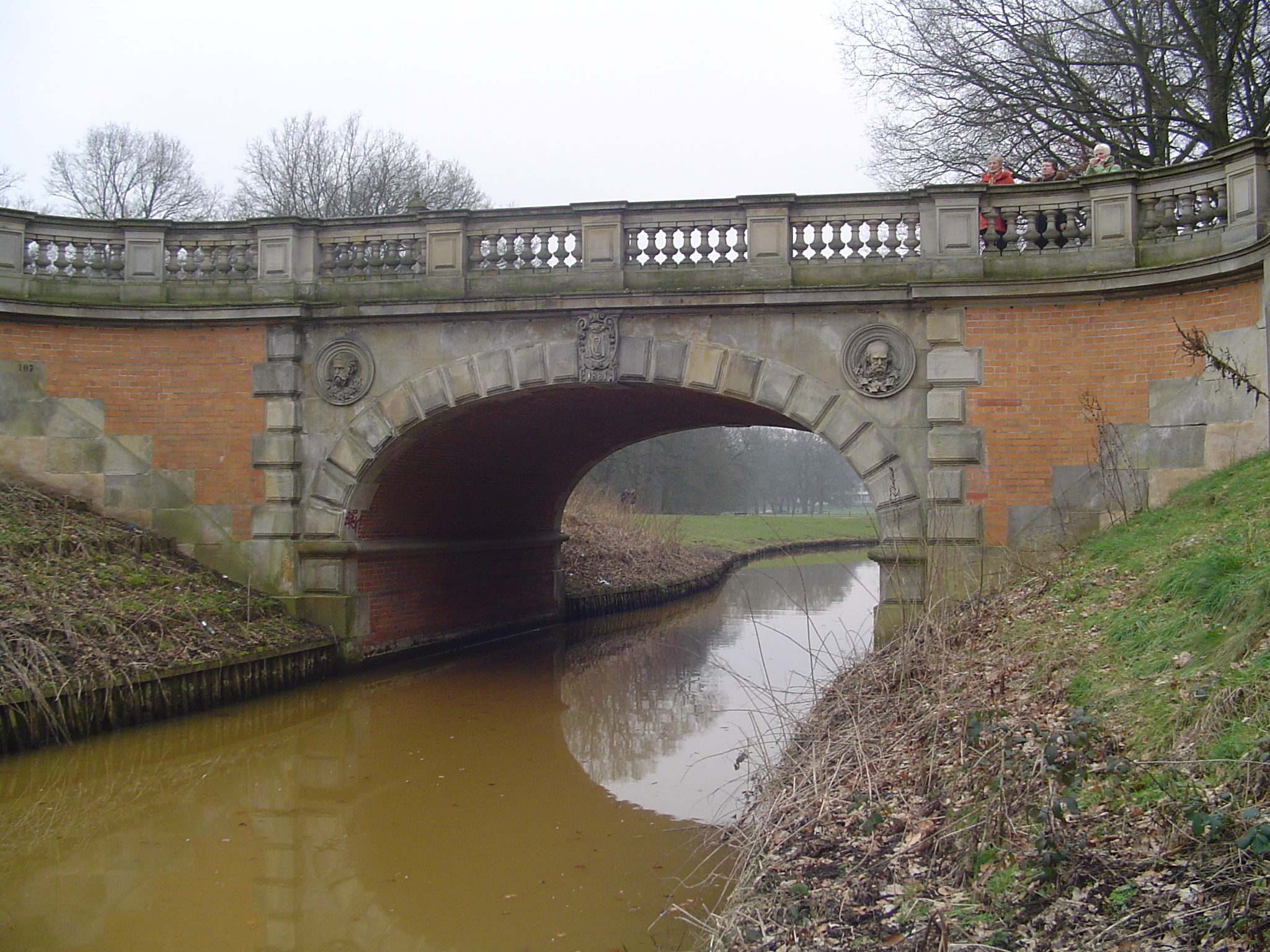
Die Melchersbrücke

Eine Besonderheit der Grünanlage sind die unterschiedlichen gartenbaulichen Landschaften innerhalb des Parkgefüges. Die wohl bekannteste ist der Eichenhain im mittel-östlichen Bereich des Bürgerparks. Er geht auf eine Initiative des Parkdirektors Carl Ohrt zurück, der an jener Stelle 1884 in Absprache mit Benque eine einzigartige Sammlung aus 105 unterschiedlichen Eichenarten anpflanzen ließ. Bei der Zusammenstellung und Gruppierung achtete man neben der Blattform auch auf die geographische Verbreitung und auf die Herbstfärbung, um ein harmonisches Bild zu erzeugen. Heutzutage sind im Eichenhain noch ungefähr 20 Eichenarten zu finden. Weiter südlich, am Südufer des Schwanenteiches, erstreckt sich mit dem Fichtenhain ein Pinetum, in dem Ohrt – abermals einem Konzept Benques folgend – viele Nadelholzarten setzen ließ. Dieser Ort ist einer von nur drei Flecken in beiden Parks, an denen hauptsächlich Nadelbäume wachsen; ansonsten dominieren die verschiedensten Laubbäume in von Benque bestimmten Gruppierungen nach Hauptbaumarten. Als Miesegaeshain wird eine kleine Gruppierung von Eichen auf der großen Parkwiese bezeichnet, die August Friedrich Miesegaes stiftete. An gleicher Stelle war zuvor 1880 ein verzierter Zinkpavillon erbaut worden, der vermutlich im Zuge der „Metallspende“ von 1942 abgerissen wurde. Die sogenannte Buchendurchsicht vom Schwanenteich gen Norden an der Ostseite des Schweizerhaushofes entlang plante Benque mit dem Gedanken an die typischen „Thüringischen Landschaften“ als Darstellung eines „saftigen Wiesentals“. Die Rasenflächen werden in diesem Gebiet von mächtigen Buchen umstanden.
Beide Parkanlagen wurden im Stile der damals für expandierende Städte typischen und beliebten Volksgärten konzipiert, weswegen Wilhelm Benque und seine Mitarbeiter darauf bedacht waren, verschiedene gartenarchitektonische Richtungen und Stile in Einklang zu bringen und einen in sich harmonierenden Park zu erschaffen. So finden sich beispielsweise an der Meierei oder im Bereich des Parkhotels und des Hollersees streng geometrische und symmetrische Formgebungen mit geraden Blumenrabatten und gezirkelten Wegen, während an anderen Stellen verschlungene Pfade durch eine scheinbar wilde Natur führen. Die teilweise versteckten Gräben, Seen und Wasserläufe dienen dazu, den Park zu be- und zu entwässern, und sollen den Besuchern die Möglichkeit geben, von der Wasserseite aus neue, ungewohnte Eindrücke und Einblicke von der Grünanlage zu gewinnen.

### Denkmäler

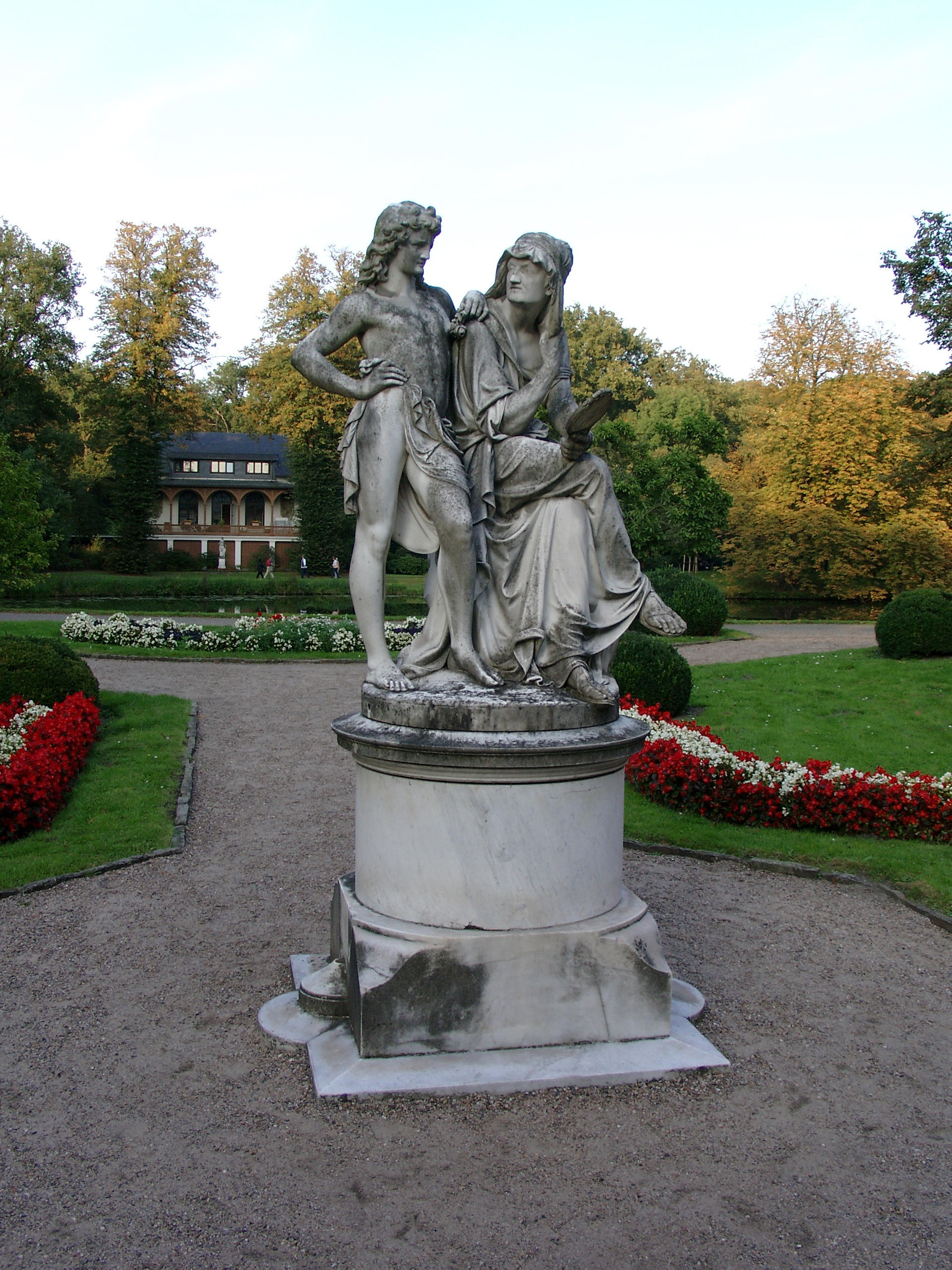
Jüngling und Schicksalsgöttin im Innenhof der Meierei

Verstreut über die Parkanlagen finden sich die unterschiedlichsten Skulpturen, Statuen, Denkmäler, Büsten und Monumente. Sie stehen nahezu ausschließlich im Bürgerpark.
Zu den ungewöhnlicheren Kleinoden zählen:
- Die Spenderskulptur, eine bronzene Skulptur mit floralen Elementen, die der Bürgerparkverein als Zeichen des Dankes für alle Spender und Unterstützer aufgestellt hat.
- Die Gorillabüste aus Stein, die in einem Pavillon am Tiergehege steht.

Dausch-Plastiken: Gleich drei Bildnisse hat der Bildhauer Constantin Dausch entworfen. 1875 schuf er in der italienischen Hauptstadt Rom einem Auftrag des Bremer Kaufmannes H. Lamotte folgend Siegfried mit dem Drachen kämpfend aus Carrara-Marmor auf einem runden Steinsockel. In Bremen wurde das Werk im Zuge der Nordwestdeutschen Gewerbe- und Industrieausstellung 1890 zu einem Brunnen umfunktioniert und von Lamottes Frau dem Bürgerparkverein übergeben. Heute steht Siegfried der Drachentöter an der Westseite des Parkhotels. Die marmorne Musica schuf Dausch 1877. Ebenso wie das ein Jahr darauf entstandene Stadtbild Jüngling und Schicksalsgöttin fand sie zunächst ihren Platz im Park von Schloss Mühlenthal St. Magnus, bevor man sie 1933 vor die Meiereivilla versetzte. Das zweifigurale Werk von 1878 steht ebenfalls seit 1933 nur 100 Meter entfernt im Garten der Meierei.
Der Hollersee wird von mehreren Statuen flankiert, die jeweils an den Ecken seines Ufers stehen.
- Musik und Tanz: aus Marmor als idealisierte Personifikationen von Diedrich Kropp von 1885.
- Das Skulpturenensemble Vier Jahreszeiten (1991) mit den vier Skulpturen Frühling, Sommer, Herbst und Winter am Hollersee stammt von Bernd Altenstein und wurde anlässlich des 125-jährigen Bestehens des Bürgerparks aufgestellt.

Werke von Theodor Georgii: Aus dem Vermächtnis Eduart Schrodts konnte in den Jahren 1909 und 1910 die Errichtung der Skulpturen Afrikanischer Wasserbock  und Edelhirsch an der Ostseite des damaligen Parkhauses und heutigen Parkhotels realisiert werden. Beide Figuren besitzen einen Sockel aus Muschelkalk und sind nach Entwürfen von Theodor Georgii aus Bronze gefertigt.
Leihgaben vom Kunstverein: 1972 bedachte der gemeinnützige Kunstverein in Bremen, der Träger der Kunsthalle ist, den Bürgerparkverein mit zwei unbefristeten Leihgaben. So gelangten die Amphytrite von Kurt Edzard und der Poseidon von Ernesto de Fiori in die Parkanlage, die beide 1929 ursprünglich für einen Passagierdampfer des Norddeutschen Lloyd gefertigt worden waren. Beide bronzenen Statuen stehen nun im Garten des Kaffeehauses am Emmasee.
Hermann-Löns-Stein: Anfang der 1930er Jahre organisierten Jäger, Naturfreunde und Liebhaber der Schriften des im Ersten Weltkrieg gefallenen Heimatdichters Hermann Löns eine Spendensammlung für ein Denkmal. 1933 fertigte man aus einem bei Nienburg gefundenen Findling einen schlichten Gedenkstein mit der Inschrift „Löns“. Dieser Hermann-Löns-Stein wurde dem Bürgerparkverein von der Bremer Jägervereinigung e. V. geschenkt.

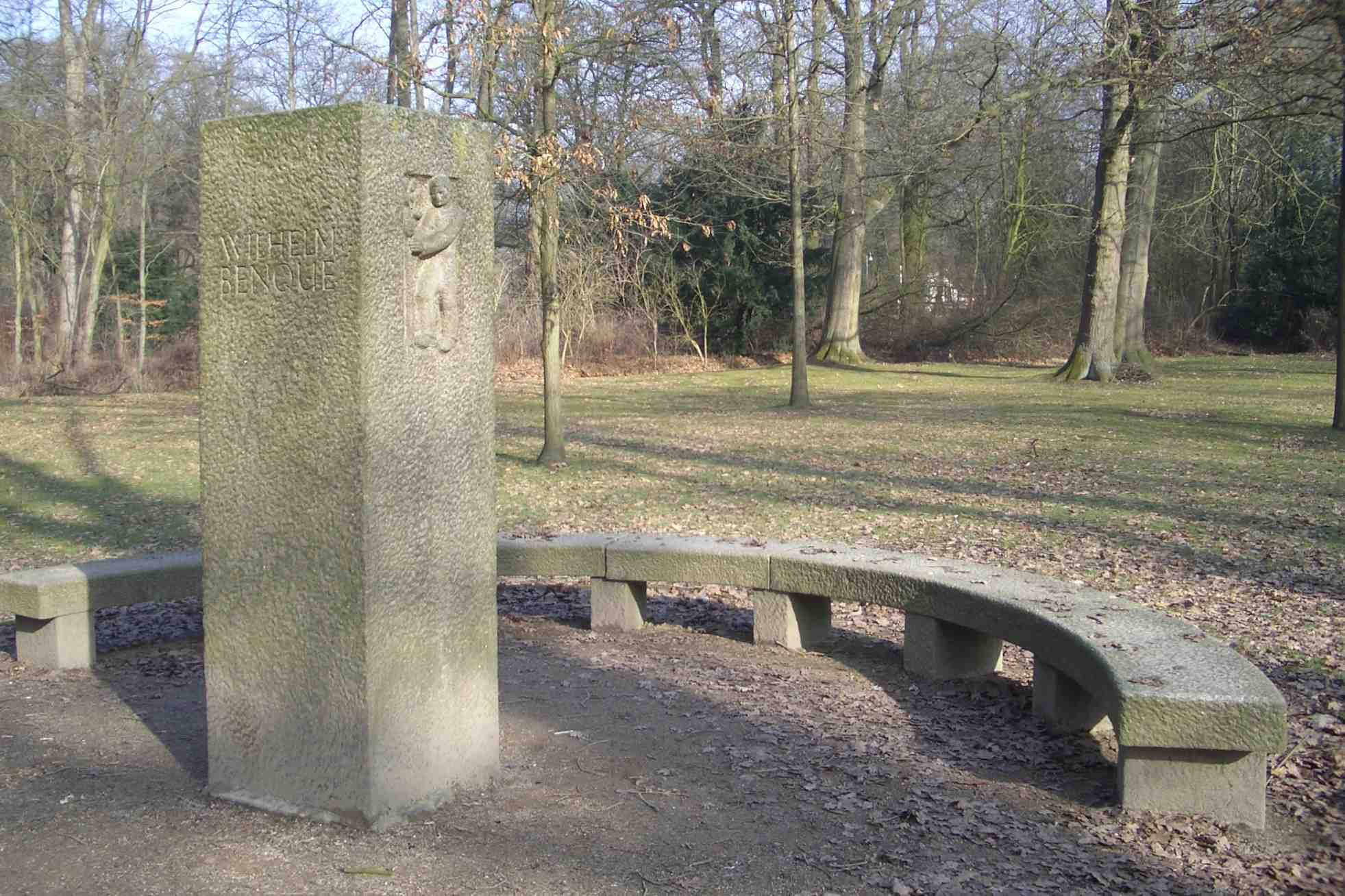
Der Benquestein

Schütte-Büste: In Erinnerung an den 1911 verstorbenen Vorsitzenden des Bürgerparkvereins und größten Mäzen der Parkanlagen Franz Ernst Schütte, der sich außergewöhnliche Verdienste um Bürgerpark und Stadtwald erworben hatte, sammelte ein Komitee nach seinem Tod Spenden für ein Denkmal. 1913 konnte der damalige Bürgermeister und Nachfolger Schüttes im Posten des Vereinspräsidenten Carl Georg Barkhausen die von Adolf von Hildebrand geschaffene Schütte-Büste aus Marmor enthüllen. Die Inschrift lautet „Franz Schütte dem hochverdienten Mitbürger von seinen Freunden gewidmet MDCCCCXIII“. Vierzig Jahre nach ihrer Errichtung wurde die Büste 1953 aus Sicherheitsgründen durch eine Kopie ersetzt. Das Original erhielt einen Platz in der Kunsthalle und seit 1989 in der Meierei.
Benquedenkmal: Auch an den leitenden Landschaftsgärtner, Gartenarchitekt und langjährigen Parkdirektor Wilhelm Benque wird erinnert. Dieser hatte sich zu Lebzeiten gegen jede Ehrung ausgesprochen, und so brachte erst 42 Jahre nach seinem Tod der Architekt Eduard Gildemeister 1937 den Vorschlag zur Schaffung eines Denkmals ein. Die Gestaltung übernahm der gebürtige Bremer Bildhauer und Direktor der Nordischen Kunsthochschule in Bremen Ernst Gorsemann. Der Benquestein im Eichenhain, ein schlichter Granitblock aus dem Fichtelgebirge, ist von einer halbkreisförmigen niedrigen Bank des gleichen Materials umgeben und trägt neben der Inschrift „Wilhelm“ zwei Reliefs eines grabenden und eines pflanzenden Arbeiters, symbolisch für die Tätigkeiten im Park.
Rehkitz: Von Gorsemann stammt auch die Tonskulptur eines Rehkitzes, die er 1954 als Abguss einer Figur des Rehbrunnes in den Bremer Wallanlagen fertigte und die heute am Wildhaus im Bürgerpark steht.
Bienenroland: Im Stadtwald steht lediglich der Bienenroland aus Eichenholz. Er stammt von der Künstlerin Birgit Jönsson und wurde im 2004 anlässlich des 600-jährigen Bestehens des Bremer Rolands aufgestellt. Das Standbild beherbergt einen Bienenstock und hat daher seinen Namen.

### Bänke

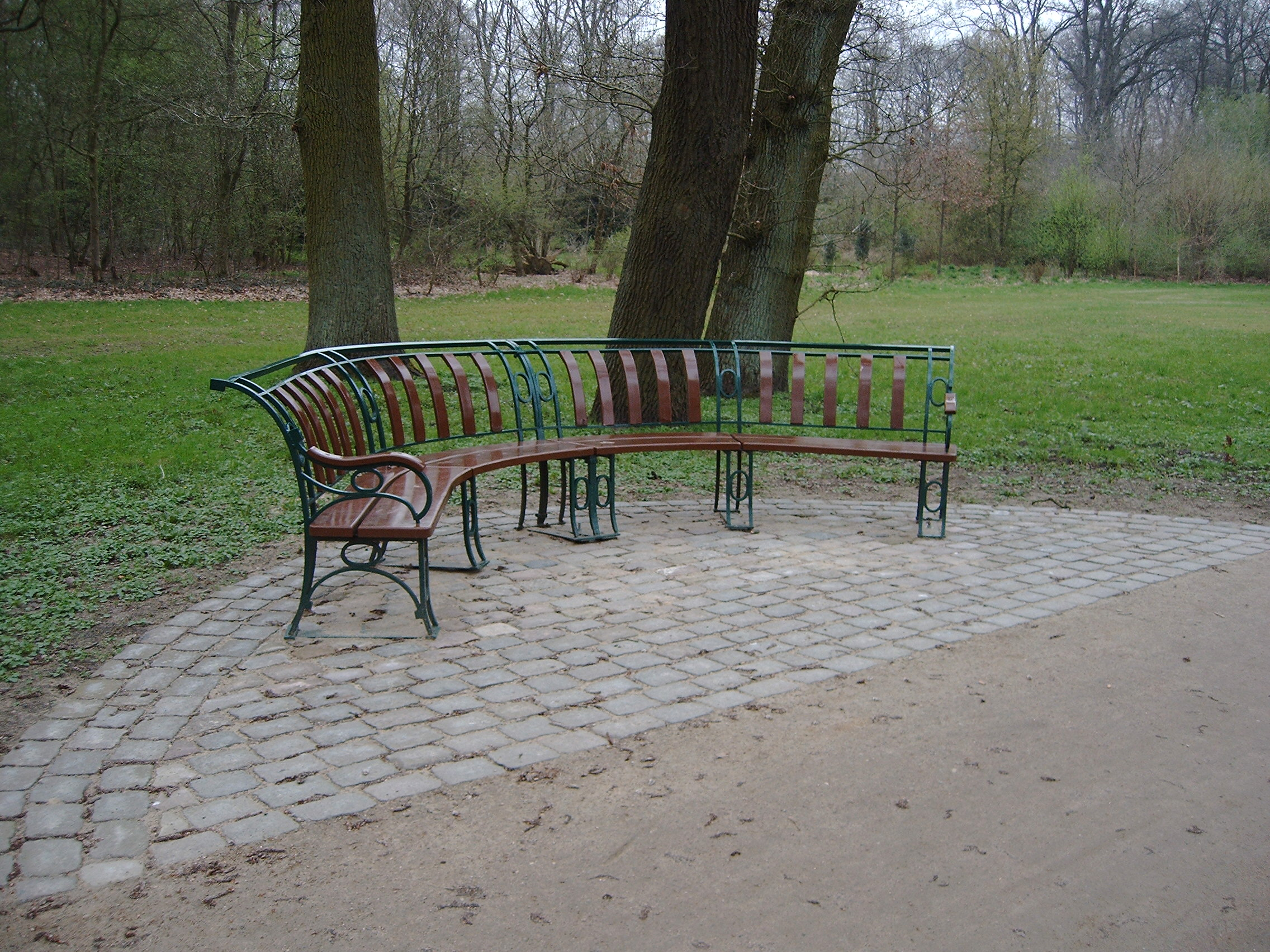
Die Amelie-Ziermann-Bank

Als besondere Gestaltungselemente im Bürgerpark und im Stadtwald hervorzuheben sind die zahlreichen kunstvoll ausgearbeiteten Bänke, die neben den normalen Sitzgelegenheiten bestehen. Sie gehen nahezu alle auf Privatspenden zurück und tragen nicht selten den Namen des Stifters oder desjenigen, an den sie erinnern sollen. Mehrere dieser Werke entstammen der Werkstatt des Kunstschlossers Justus Leidenberg:
- Er schuf 1893 die Amelie-Ziermann-Bank, die der Kaufmann August Ziermann im Andenken an seine verstorbene Tochter gestiftet hatte. Die halbrunde Sitzgelegenheit aus Gusseisen diente als Vorbild für mehrere andere Bänke in der Parkanlage.
- In der Form nahezu identisch mit der vorherigen ist die Marie-Sagehorn-Bank, die Leidenberg 1894 baute. Kurz nach ihrer Aufstellung entschied man sich, sie zu teilen und an mehreren unterschiedlichen Orten aufzustellen. Als wiedervereinigtes Ganzes steht sie am Wasserlauf nahe dem Alten Schießhaus.
- Die dreiteiligen Kulenkampbänke wurden im Jahr 1897 gebaut. Sie stehen im sogenannten Laubengang am Ufer des südöstlichen Knicks des zentralen Wasserlaufes an der Ostseite des Bürgerparks. Dieser entstand 1886 als Dekoration, indem man beschnittene Hainbuchenpflanzen auf einer eisernen Pergola zu einem Laubendach formte. Dieser Ort gilt als einer der idyllischsten Plätze der gesamten Parkanlage.[9]
- Die schmiedeeiserne J.-Meyer-Bank ist filigran geschmückt und entstand 1898. Ursprünglich stand sie in einer Sitznische nahe dem Schweizerhaus, heute im Garten der Waldbühne.
- Mit floralen Elementen stattete der Schlosser 1900 die Remmersbank, benannt nach ihrem Stifter, aus. Das schmiedeeiserne Werk weist abermals Parallelen zu den vorherigen auf und stand zunächst nahe der Emmabank, bevor man es östlich des Schweizerhauses installierte.
- Am Fichtenhain stellte man 1907 die zwei Jahre zuvor aus einem Legat des Hrn. Lang in Auftrag gegebene Früßmersbank aus Gusseisen auf. Heutzutage steht sie nahe der Hachezbrücke.

Neben diesen sechs Bänken existieren weitere, die nicht von Leidenberg gefertigt wurden.

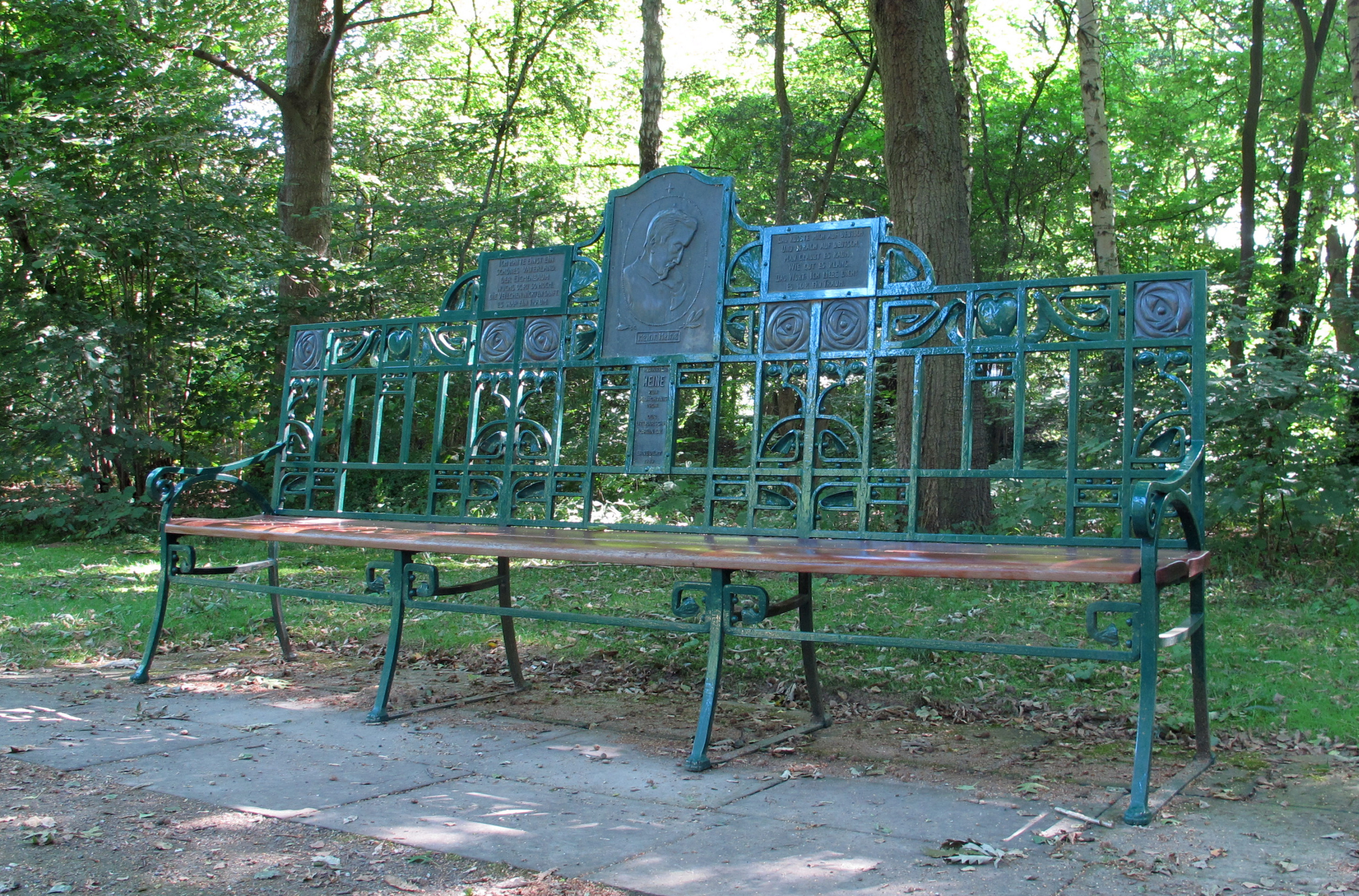
Heine-Bank (eine Kopie von 1989)

- Die bekannteste von ihnen ist die relativ kleine schmiedeeiserne Heine-Bank im Jugendstil. Sie steht als Andenken an Heinrich Heine im Eichenhain und geht auf Ideen des Bremer Literarischen Vereins von 1902 zurück, ein Denkmal für den berühmten Schriftsteller zu errichten. Diese Pläne wurden 1904 gemäß den Entwürfen von Hans Lassen umgesetzt. Die Bank trug anfangs in der Rückenlehne ein großes, mittig platziertes Reliefporträtmedaillon Heines (Bildhauer: Hugo Berwald) sowie zwei flankierende kleine Texttafeln mit Lyrikversen aus Bronze. Nach Ende des Ersten Weltkrieges erfolgte jedoch eine Schändung durch Antisemiten, die die große Plakette stahlen. Eine Reparatur wurde 1924 vorgenommen, bevor sich der Parkdirektor Hugo Riggers 1933 im Zuge der Machtübernahme durch die Nationalsozialisten gezwungen sah, alle drei Platten zu verstecken. Während der Luftangriffe durch die Alliierten fiel die Bank der Zerstörung durch Bomben zum Opfer. 1969 befestigte man die Platten an einer steinernen Bank, bevor 1989 die Wiederherstellung der Heine-Bank in alter Form gefeiert werden konnte. Die Heine-Bank fehlte 2010 im Bürgerpark, da sie sich als Teil des Bremen-Standes auf der Expo 2010 in Shanghai befand.[10][11]
- Die 1868 nach Entwürfen von Heinrich Müller aus Sandstein gefertigte Emmabank am Westufer des Emmasees gleicht mehr einem Denkmal denn einer Bank, besteht sie doch aus einem großen Gedenkstein und lediglich zwei kleinen flankierenden Sitzmöglichkeiten. Die Inschrift erinnert an den Beginn der Bauarbeiten für die Bewaldung der Bürgerweide, an die legendäre Emma von Lesum sowie an den Bremer Bischof Hartwig I. von Stade, der im Jahre 1159 in einer Urkunde der Stadt den Besitz der Bürgerweide bestätigte. Ferner trägt die Bank das Motto des Bürgerparks „Für Herr und Gesind’, Mann, Weib und Kind. Zu Nutz und Freud’ für alle Zeit“. Eine Kerbe im Stein deutet zudem auf das Doppelhochwasser 1880/1881 hin, die schwerste Überflutung, die der Park bis heute erlebt hat. 1966 erfuhr die Bank eine geringfügige Umsetzung.

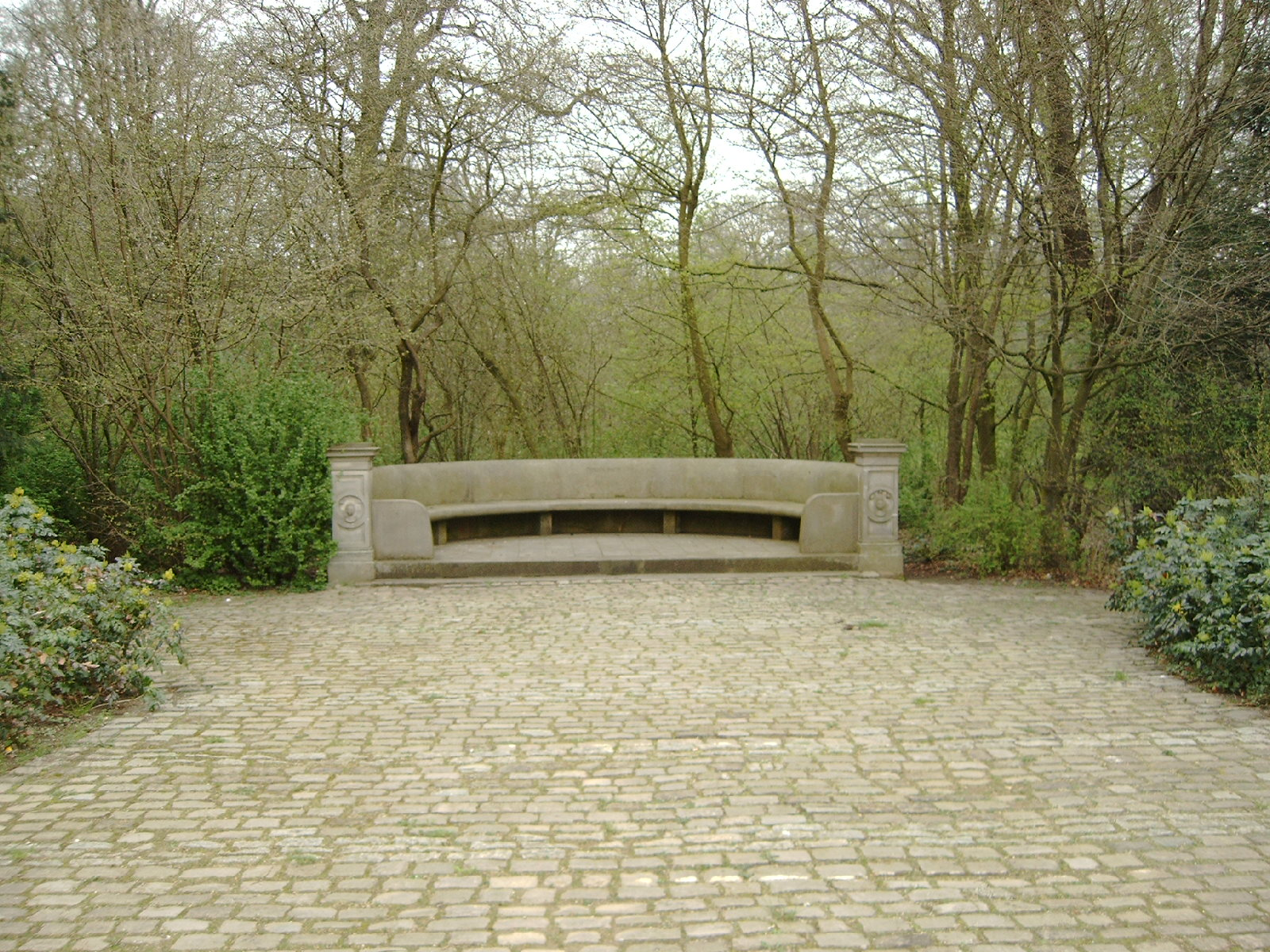
Die Hollerbank

- Die halbrunde Hollerbank aus Sandstein entstand 1869 nach Entwürfen der Architekten Müller und Runge und soll an den ein Jahr zuvor verstorbenen Johann Hermann Holler erinnern, der mit seinen Ideen die Entstehung des Bürgerparks maßgeblich beeinflusste. Die Bank steht am Marcusbrunnen.
- Die sogenannte Römische Bank aus Sandstein wurde 1898 vom Direktor des Bremer Gewerbemuseums August Töpfer entworfen. Sie formt einen Halbkreis und ist stilistisch an die Formensprache der Antike angelehnt. Auf die Stifterin Meta Schütte deuten die Initialen M. S. hin.
- Nahe der Wiegandbrücke steht die steinerne Bulthauptbank aus dem Jahre 1909. Sie erinnert mit einer bronzenen Porträtplakette an den Dichter und Schriftsteller Heinrich Bulthaupt, der angeblich häufig an jener Stelle anzutreffen war.
- Die massive steinerne Primavesibank, auch bekannt als „Idas- und Mariannenruhe“, entwarf der Baurat Hugo Weber im Jahre 1912. Diese Sitzgelegenheit wurde im Zweiten Weltkrieg zerstört und 1969 neu aufgestellt
- In der Gestaltung der Hollerbank sehr ähnlich präsentiert sich die Wolrabbank, die auch „Ruheleben“ genannt wird. Sie ist eine Spende von Elise Wolrab aus dem Jahre 1914 zum Gedenken an ihren verstorbenen Bruder Carl. War die Bank zunächst noch von zwei Steinfiguren in Form einer Kinder- und einer Tierplastik flankiert, wurden diese später wegen häufiger Beschädigungen entfernt.
- Als Annas Ruhe bezeichnet man eine kleine Bank mit steinernen Wangen und hölzernem Sitz, die 1915 von zwei Geschwistern in Erinnerung an eine verstorbene Schwester gespendet wurde.

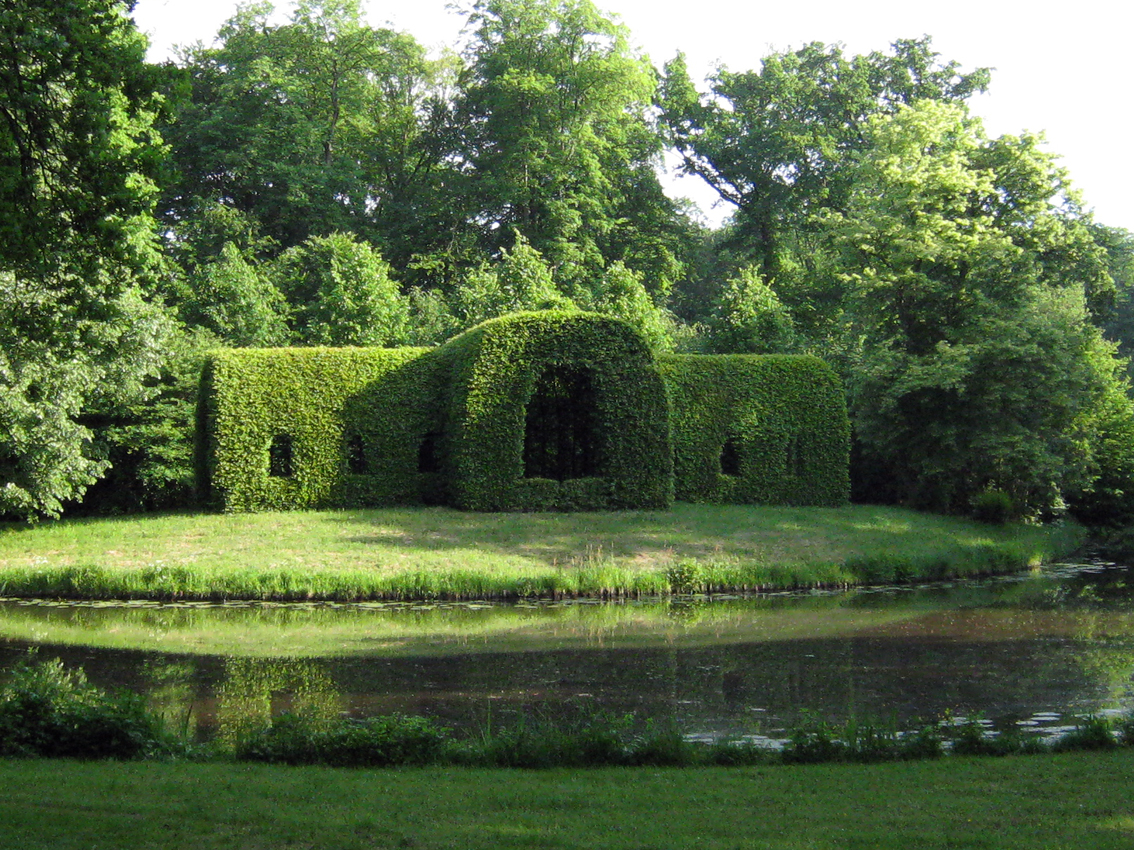
Hainbuchenlaube
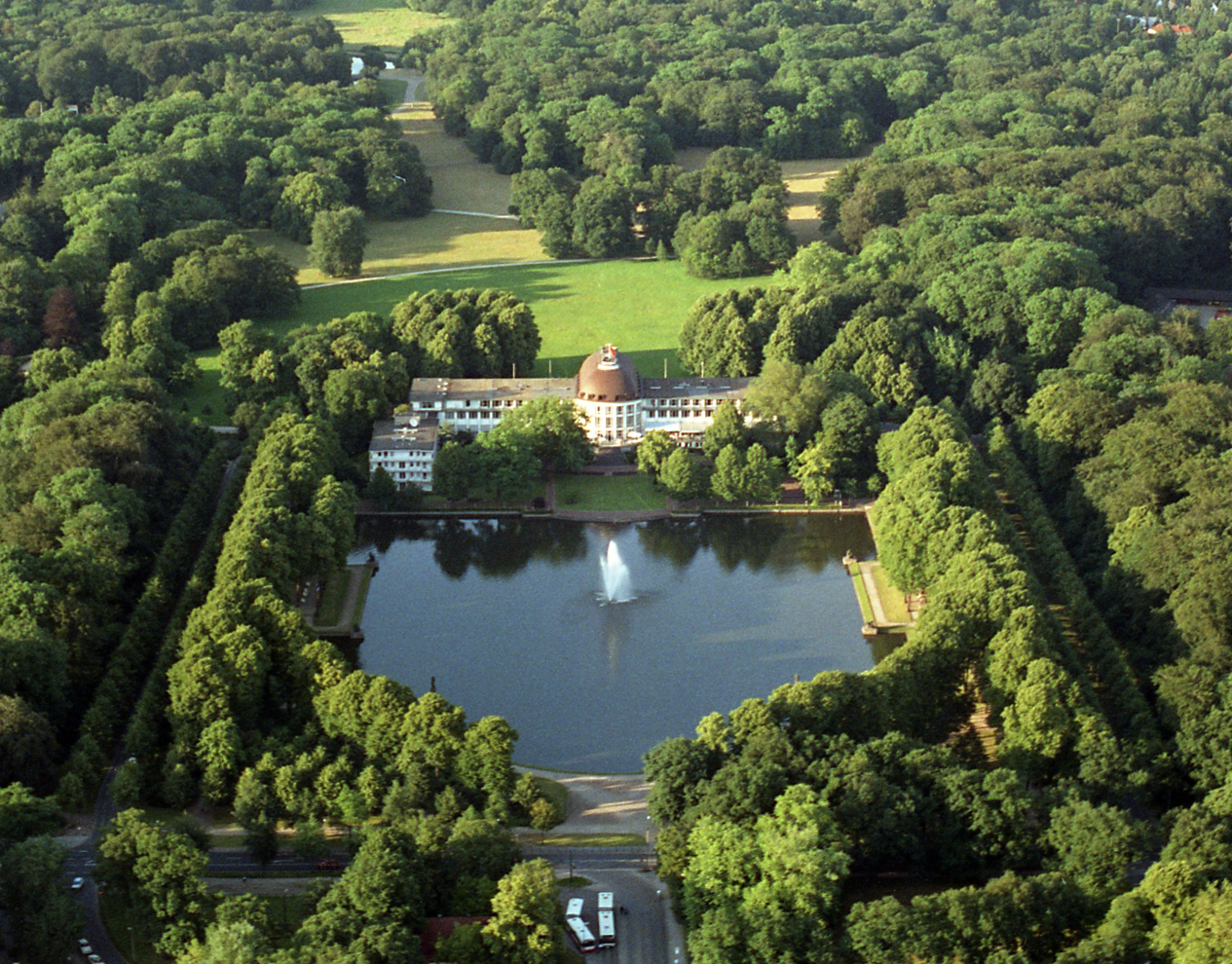
Luftaufnahme
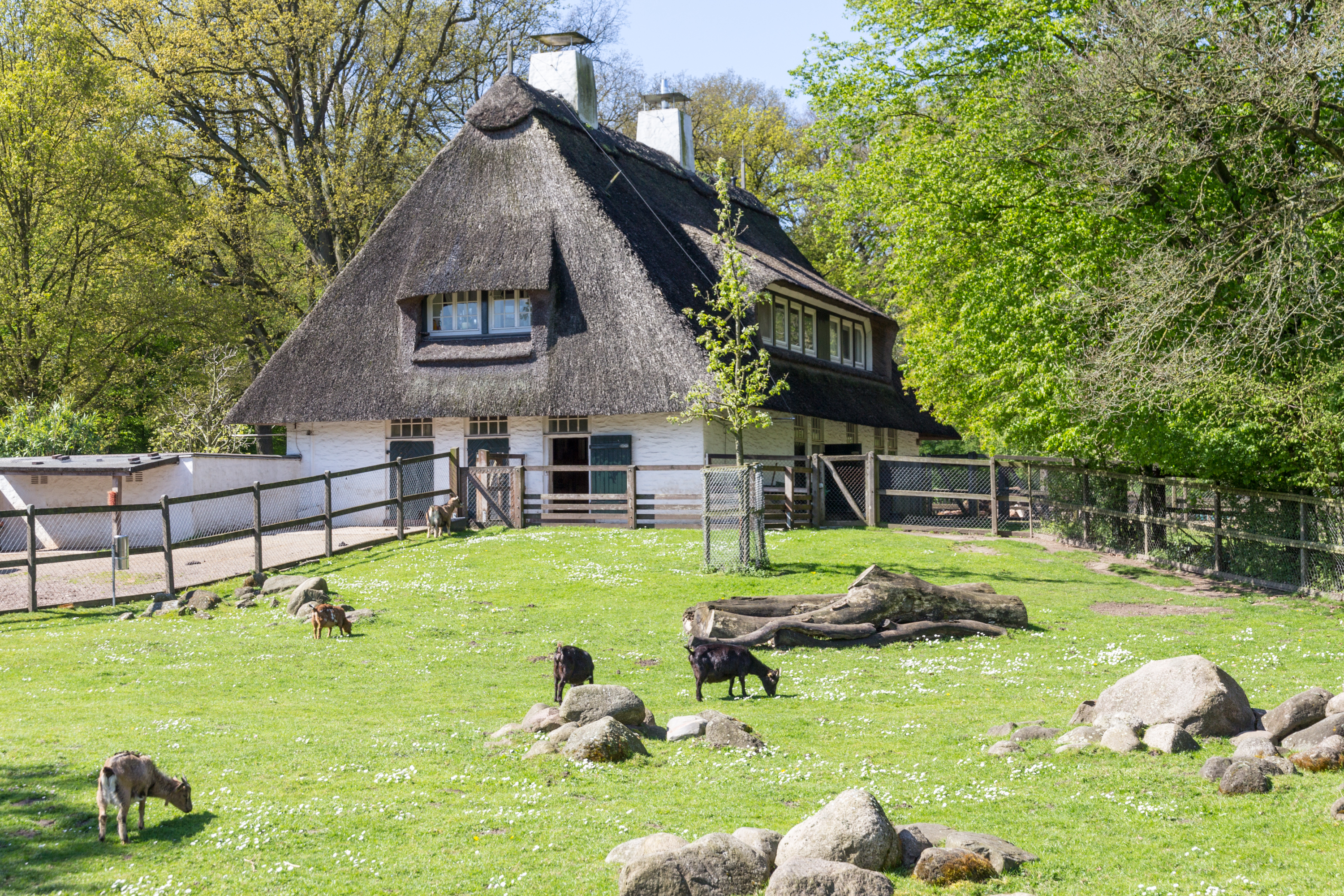
Tiergehege im Bürgerpark
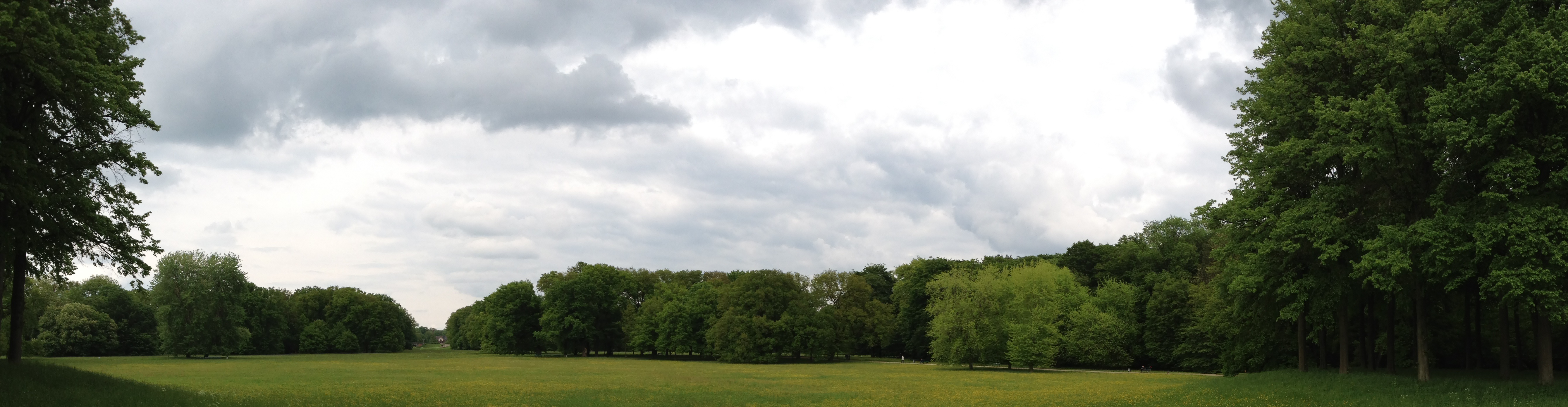
Panorama
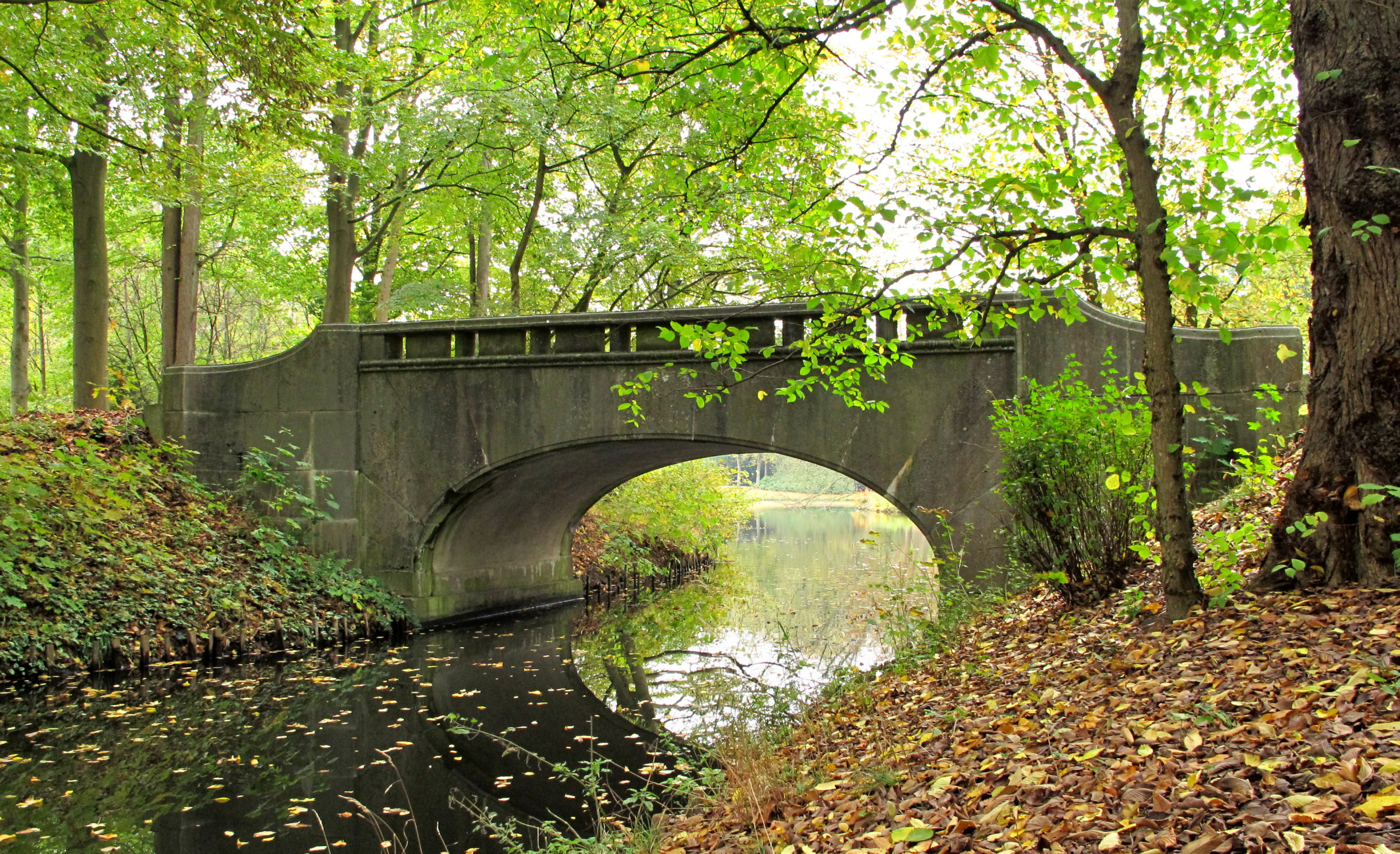
Lambert-Leisewitz-Brücke

### Tiergehege
Als eine der Hauptattraktionen der Parkanlage gilt das von Wasserläufen und großen Rasenflächen umgebene Tiergehege im mittleren Abschnitt des Bürgerparks. Es besteht in unterschiedlichen Formen bereits seit 1869. Damals legte man ein Bassin für Fischotter an, das bis 1886 bestand. Kleine zoologische Präsentationen waren in vielen Volksparks während des 19. Jahrhunderts zur Unterhaltung der Besucher üblich. Die Otter als nachtaktive Lebewesen waren jedoch sehr scheu, weshalb 1871 ein Gehege mit einem Stall für Rene und Rehe errichtet wurde, der ein Jahr darauf einen hölzernen Aufbau erhielt. So konnten heimische, tagaktive Tiere gehalten werden, die die teils widrige Witterung ertrugen. 1874 wurde im damaligen Buchenhain ein weiterer Wildstall gebaut, den man 1884 in den Westteil des Bürgerparks verlegte.
Im Jahre 1903 wurde dieser durch einen Neubau mit einem eckigen und einem runden Turm ersetzt, der ein nach außen sichtbares Birkenständerwerk aufwies und den Mittelpunkt eines großen Geheges mit vielen Tierarten bildete. Mittlerweile unternahm man Versuche, exotische Tiere zu halten, um die Attraktivität zu erhöhen, stellte jedoch bald fest, dass der Kostenaufwand zu hoch war. Dennoch lebten über Jahrzehnte Kängurus im Bürgerpark, die sich zahlreich vermehrten. Nach dem Zweiten Weltkrieg entwickelte sich das Dromedar „Bobby“ zum Publikumsliebling und 1954 entstand ein neues Gebäude, das heute auch die Wildwärterwohnung beherbergt. Seit 1966 leben Damwild und Sikahirsche in den Gehegen. Ferner werden heutzutage überwiegend heimische Tierarten gehalten; neben Grauen Bergziegen, Hausschafen und Enten sind dort auch Bentheimer Landschweine, Wildschweine, Gänse, Hausesel, Alpakas, Mufflons, Pfauen und Meerschweinchen angesiedelt.

## Bauten

### Gebäude
Neben den weitläufigen Grünflächen, Wäldchen, Wiesen und Bachläufen des Bürgerparks und des Stadtwaldes befinden sich innerhalb der Parkanlagen auch zahlreiche Gebäude. Diese dienen teilweise der Erholung oder Verpflegung der Besucher oder beherbergen die Büros der Verwaltung. Darüber hinaus existieren fünf Schutzhütten, in denen sich Wanderer und Radfahrer bei Unwetter unterstellen können. Die beiden größten Bauten finden sich in unmittelbarer Nachbarschaft im südlichen Bereich des Bürgerparks. Es handelt sich zum einen um das Parkhotel am Hollersee und zum anderen um das Schweizerhaus. Letzteres entstand 1871 durch eine Spende des Geld- und Wechselmaklers Heinrich Christian Dieckmann nach Plänen von Carl Scheinpflug im „Schweizerhaus Stil“ und diente zunächst als Wärterhaus und Geschäftsstelle des Bürgerparkvereins. Es beherbergte eine kleine Wohnung, eine Schreibstube und ein Konferenzzimmer für den Vereinsvorstand. 1881 erfolgte eine Erweiterung und fünf Jahre darauf der Anbau einer Küche. Man war allerdings darauf bedacht, den ursprünglichen Stil zu bewahren. Noch heute dient es als Wohnhaus des Parkdirektors und ist mittlerweile an einem größeren gepflasterten Hof Teil eines siebenteiligen Gebäudeensembles, das allerdings unter der Bezeichnung Schweizerhaus zusammengefasst und zusammengerechnet wird.
Das Alte Schießhaus ließ der Maurermeister F. Holländer im Jahre 1861 an dem nördlich der Ringstraße gelegenen ehemaligen Militärschießplatz errichten. Das Grundstück fiel während der Parkexpansion 1874 an den Bürgerparkverein, der es in ein Wärterhaus umbaute. Heute dient das Haus am östlichsten Rand des Bürgerparks als Dienstwohnung. Ein weiteres Aufseherhaus konnte 1901 durch eine Spende von Elise Köncke in Höhe von 10.000 Goldmark nahe dem südwestlichen Eingang in den Park gebaut werden. Dieses farbig gestaltete Haus ist unter der Bezeichnung Elisenstiftung bekannt und hat eine schmuckvolle Holzdekoration im Nordischen Stil. Zwei Pavillons im Parkgelände gehen ebenfalls auf großzügige Spender zurück. Der norwegisch-schwedische Konsul Hermann S. Gerdes stiftete am 31. Mai 1903 anlässlich seines 80. Geburtstages eine dieser Konstruktionen. Der Gerdespavillon entstand nach Entwürfen der Architekten Friedrich Wellermann und Paul Frölich als Holzkonstruktion mit Schiefer gedecktem Dach an der Buchendurchsicht unweit der Meierei. Fritz Brandt baute 1963 an einer Wegteilung zwischen Emmasee und Marcusbrunnen den Dyckhoffpavillon, den das Bremer Bekleidungshaus H. Dyckhoff zu seinem 75. Firmenjubiläum zwei Jahre zuvor als „Kinderschutzhütte“ gespendet hatte. Der Rundbau wurde 1986 saniert und mit einer vergoldeten Spitze versehen. Im nordwestlichen Winkel des Bürgerparks steht zwischen dem Hauptwasserlauf und der Bahnstrecke das Wätjenshaus, ein im Landhausstil aus Backsteinen gebautes Haus mit verziertem Dach, weiß verputzten Mauerteilen und einem vom Weg zugänglichen Regenschutz. An jener Stelle hatte Benque zunächst einen Unterstand für Pferde und Reiter geplant. Nach einer Spende der Witwe des bremischen Kaufmanns und Reeders Diedrich Heinrich Wätjen im Jahre 1893 begann man mit dem Bau, errichtete allerdings ein in diesem Bereich benötigtes Wärterhaus.

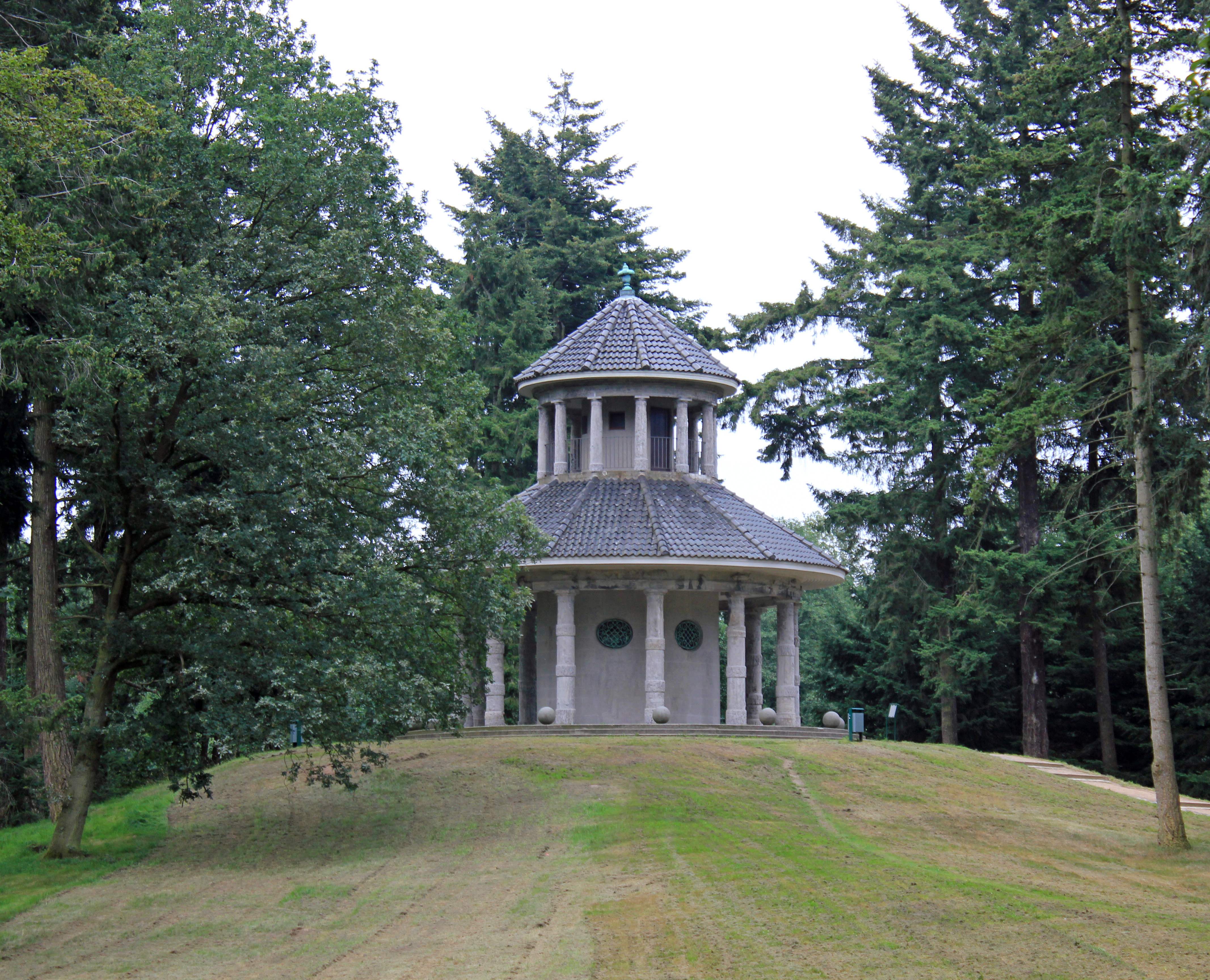
Aussichtsturm auf dem Hügel am Kleinen Stadtwaldsee

Zwei bedeutende Bauten im Stadtwald sind das Aufseherhaus am Ostrand und der Aussichtsturm am Kleinen Stadtwaldsee. Ersteres geht auf eine Schenkung Franz Ernst Schüttes zurück und wurde ebenfalls von Wellermann und Frölich als zweistöckiger, achteckiger Zentralbau mit zwei Seitenflügeln konzipiert, der zur Parkallee eine dezente Schaufassade mit säulengestütztem Pultdach aufweist. Das Haus war 1908 bezugsfertig und wurde von 1996 bis 1997 generalsaniert. Gabriel von Seidl lieferte die Entwürfe für den Aussichtsturm auf dem Hügel am Kleinen Stadtwaldsee und ließ einen turmartigen Pavillon mit Säulenumgang errichten, hinter dessen Eichenholztür eine Treppe auf die obere Plattform führte. Ab Herbst 1909 diente das Bauwerk so als Aussichtspunkt und Regenunterstand, wurde aber gleich darauf bis Sommer 1910 wieder geschlossen, da die Aussicht auf den gerade neugestalteten Park als noch zu unschön angesehen wurde. Im Volksmund bürgerte sich bald nach der Fertigstellung aus nicht näher bekannten Gründen die Bezeichnung „Judentempel“ ein. Der Turm war von Beginn an immer wieder Vandalismus ausgesetzt, weshalb man schon 1917 die Glas- durch Drahtfenster ersetzte. In den 1920er Jahren mussten Setzrisse und Dachschäden ausgebessert werden und 1956/1957 erfolgte eine erneute Reparatur des langsam verfallenden Daches. Da die mutwilligen Zerstörungen anhielten, wurde 1972 der Zugang zum Turm zugemauert. Sechs Jahre darauf erfolgte zwar eine vollständige Restaurierung, er blieb aber unzugänglich. Im Jahr 1984 stellte man den Aussichtsturm unter Denkmalschutz und mit finanzieller Unterstützung des Rotary Clubs Bremen-Weser gelang 2004 eine erneute Renovierung. Die Eingangstür sowie die Glasfenster wurden originalgetreu wieder eingesetzt, begehbar ist der Turm jedoch nach wie vor lediglich mit Führungen. Fernsicht bietet der Turm trotz seiner exponierten Lage aufgrund der hoch gewachsenen umstehenden Bäume nicht mehr.

#### Waldbühne

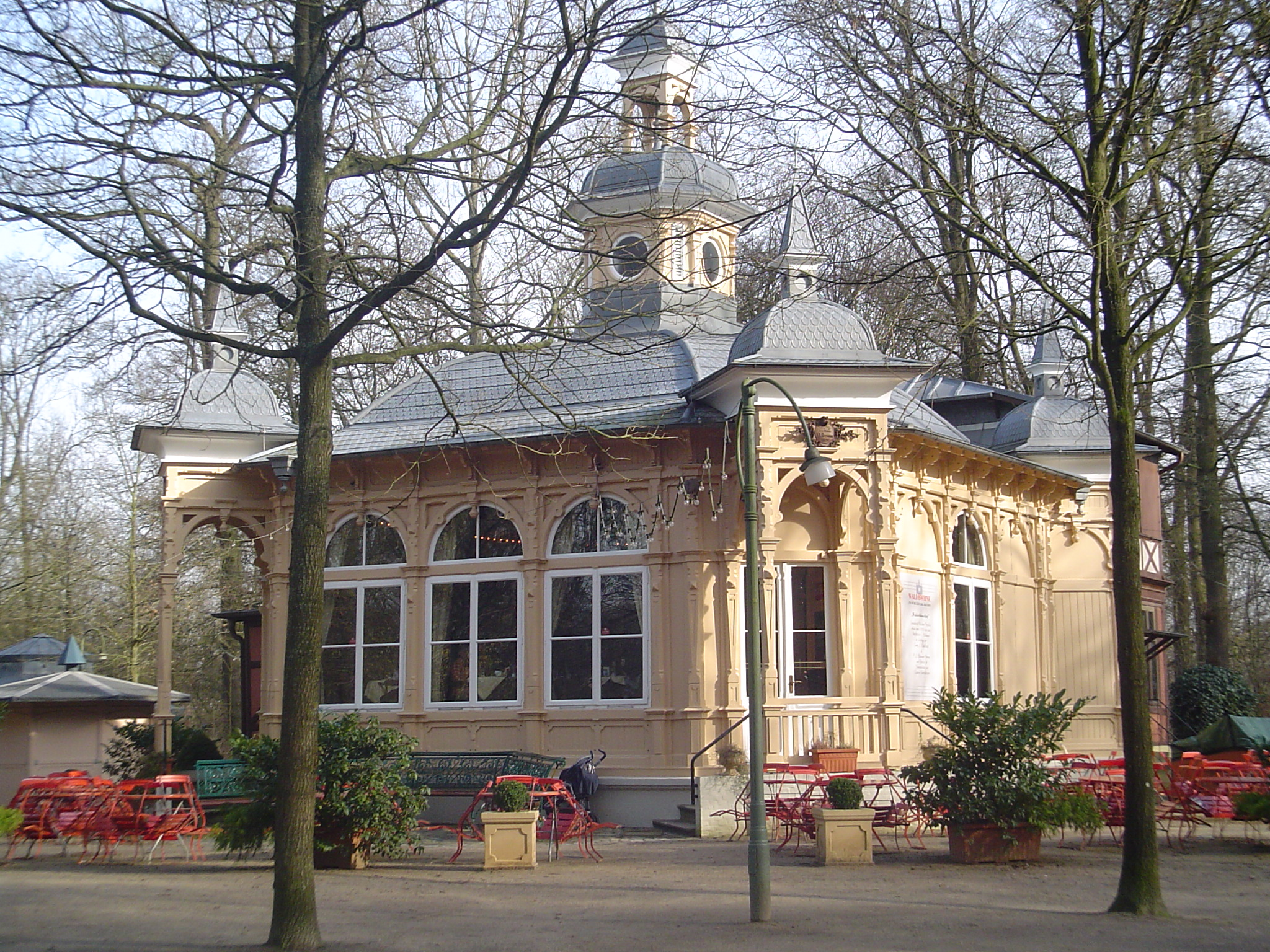
Die Waldbühne

Die Waldbühne ist das letzte noch erhaltene Gebäude der Gewerbe- und Industrieausstellung von 1890. Der Holzbau in der Nähe des Parkhauses wurde nach Entwürfen des Architekten Carl Bollmann vom Zimmermann J. H. Meyer, dem Tischler Fr. Flathmann und dem Dachdecker J. Mähl errichtet. Er diente der Bremer Zigarrenfirma Engelhardt & Biermann als Ausstellungspavillon und sollte den ursprünglichen Planungen zufolge wie die anderen Schauräume nach dem Ende der Exposition abgerissen werden. Da jedoch im nordöstlichsten Winkel des Bürgerparks zu jenem Zeitpunkt noch immer kein Regenunterstand und keine Aufseherwohnung gebaut worden waren, entschied das Tabakunternehmen, den Pavillon zu spenden, und übernahm auch die Kosten für die Verlegung an den heutigen Standort. Die neben der Aufseherwohnung in dem kleinen Bau schon am 8. Juli 1891 eröffnete Restauration trug den Namen Waldschlösschen, der im Volksmund bald auch auf das Häuschen selbst übertragen wurde. Beide Weltkriege überstand die Waldbühne ohne nennenswerte Schäden und wurde 1966 von einer Brauerei renoviert, bevor der Bürgerparkverein sie 1975 etwas ausbauen ließ, um Pächter zu locken.
Im Jahre 1991 erfolgte mit Hilfe des Landesamtes für Denkmalpflege abermals eine umfangreiche Sanierung. Das reich geschmückte Gebäude erhielt eine Schiefereindeckung und präsentiert sich damit wieder im Originalzustand. Im Innenraum finden sich zahlreiche nostalgische Zierelemente. Seit Mitte der 1970er Jahre ist die Waldbühne ein beliebter Treffpunkt in den Parks. Sie beherbergt eine Gastwirtschaft mit großem Garten und eine Bühne, auf der ganzjährig zahlreiche Konzertveranstaltungen mit dem Schwerpunkt auf Jazz gegeben werden. Im Sommer findet sonntagmorgens auf einer Außenbühne ein sogenannter Jazzfrühschoppen statt.

#### Meierei

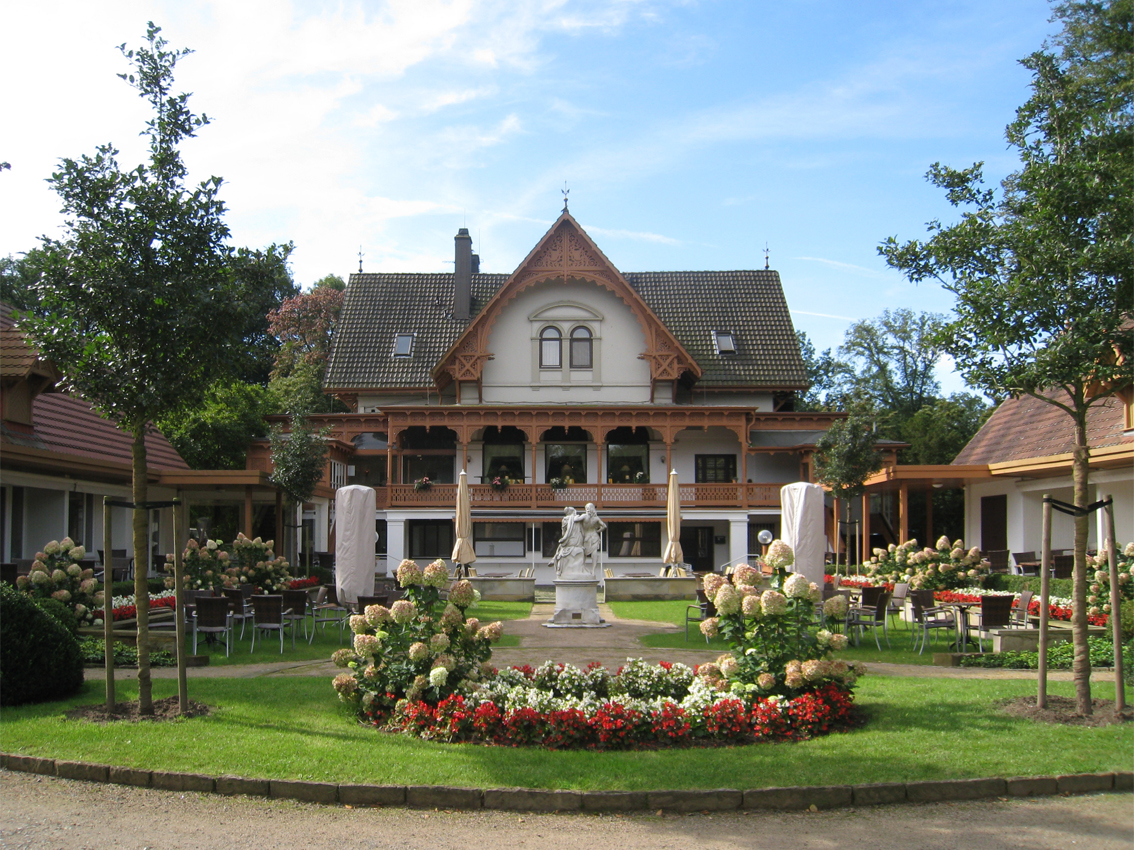
Die Meierei

Die Meierei liegt fast im Zentrum der Grünanlagen am Südufer des nach ihr benannten Sees. Sie ist heute ein beliebtes Ausflugs- und Veranstaltungslokal. Die knapp 400 Meter lange Zufahrt von der Parkallee ist der einzige öffentliche Weg in den beiden Parkanlagen, auf dem Kraftfahrzeuge zugelassen sind.
1879 entstand auf dem Gelände eine kleine Molkerei mit zwölf Milchkühen, die auf den umgebenden Wiesen weideten. Bereits zwei Jahre später baute man mit einer Spende Schüttes und nach Plänen Heinrich Müllers das heutige Gebäude im „Schweizer Stil“ mit mehreren Veranden. Der von einem 36 Kühe fassenden Stall und einem Remisenhaus begrenzte Innenhof wurde mit Blumenbeeten und der Aufstellung eines Taubenhauses zu einem Garten umgewandelt. Die Meierei diente nun auch als Restauration und verkaufte darüber hinaus die gefertigten Produkte, wie beispielsweise Milch, Butter, Schichtkäse, Schlagsahne und Jogurt. Im Souterrain beherbergte das Gebäude die Küche, Milchkammern und die Käserei, während im Hochparterre die Gasträume, der große Mittelsaal und seitlich je ein Damen- und ein Herrenzimmer zu finden waren. Bedienstetenräume und Pächterwohnung lagen im Dachgeschoss.
Zur Erhöhung der Attraktivität und um den Betrieb rentabler zu machen, legte man 1883 am Meiereisee einen Bootsverleih mit Wasserzug sowie 1886 einen Affenkäfig an. Mit dem kulinarischen Angebot, Musikdarbietungen und Mineralbrunnenkuren entwickelte sich die Meierei bald zu einer bekannten Adresse. Die Stallungen mussten allerdings im Jahre 1900 nach vermehrten Beschwerden der Gäste und aus hygienischen Gründen aufgegeben werden. Zunächst war angedacht, sie umzusiedeln, doch für diese Maßnahme fehlten die nötigen finanziellen Mittel, sodass die Milchviehwirtschaft endete. Fünf Jahre darauf brach man das Taubenhaus im Garten ab, und der Bildhauer Max Dennert schuf die von Franz Ernst Schütte finanzierte Marmorgruppe Geschwister oder der erste Schritt. Diese überstand den Zweiten Weltkrieg nicht. Nach dem Ende des Krieges wurde die Meierei von US-amerikanischen Soldaten beschlagnahmt und verschiedenen Jugendgruppen für die Freizeitgestaltung überlassen, was innerhalb von sechs Jahren zu einer teilweisen Zerstörung der Innenräume führte. 1951 entließen die Amerikaner das Gebäude aus ihrem Besitz, und es wurde renoviert. Im Jahre 1970 erfolgte dann eine Umgestaltung der Innenräume und zwischen 1976 und 1980 erneuerte man die Außenfassaden. 1981 wurde die Bewirtschaftung vom Personal des Parkhotels übernommen. Im Jahr 2002 fand eine Instandsetzung der Fassaden statt, während der die Farbgebung nach Originalplänen wiederhergestellt wurde. 2014 wurden im Zuge eines Pächterwechsels eine Renovierung des Gebäudes und eine Umgestaltung der Innenräume vorgenommen. Zudem wurde die ursprüngliche Fronttreppe, die bei einer früheren Verbreiterung der Veranda weggefallen war, in geringerer Breite wiederhergestellt.
Um den ländlichen Charakter zu bewahren, den Wilhelm Benque der Meierei anfangs zugedacht hatte, weiden noch heute auf den südlich des Hauses anschließenden Wiesen in den Sommermonaten Kühe. Unweit der Meierei steht am anderen Ufer des Sees die Meiereivilla, ein 1882 als Wirtschaftshof für die Viehwirtschaft angelegtes Gebäude. Man konzipierte den Grundriss bewusst breit, um den dahinter liegenden Hof für die Augen der Parkbesucher zu verdecken. Die Fassade erhielt passend zur Meierei eine Blende; heutzutage dient die Villa als Wohnung für das Parkpersonal.

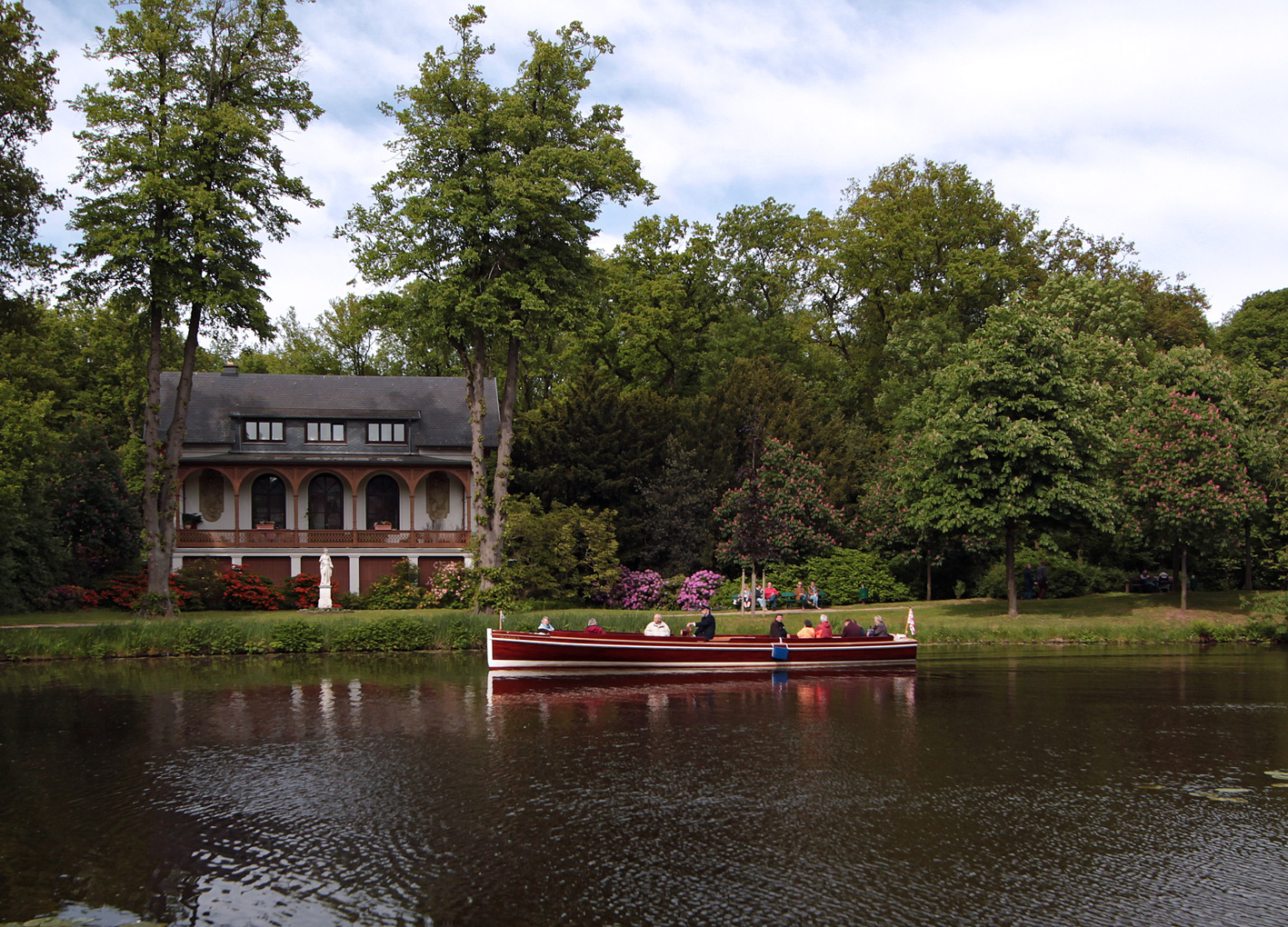
Die neue Marie 2013 vor der Meierei-Villa

Am Meiereisee befindet sich auch das Bootshaus für den 2013 fertiggestellten Nachbau des historischen Ausflugsbootes Marie von 1913. Das mit einem Elektromotor betriebene Boot fährt an Wochenenden und Feiertagen von Mai bis Oktober auf einem Rundkurs über die Gewässer des Bürgerparks. Hierfür wurden 2012 vier Anlegestellen auf dem Wasserlauf eingerichtet.

#### Kaffeehaus Emmasee
Heinrich Müller entwarf das Kaffeehaus am Nordufer des Emmasees 1867 als leichten, flachen Holzbau, der „Zelt“ genannt wurde. Der großen Beliebtheit dieses Hauses unter den Bremern Rechnung tragend, genehmigte man den Ausbau der Zuwege und Zieranpflanzungen, und der Pächter konnte ein Jahr darauf einen vorgelagerten Musikpavillon anbauen. 1874 wurde das Kaffeehaus erweitert. Nachdem aus dem Vermächtnis von J. H. Gräving 30.000 Goldmark an den Bürgerparkverein ausgezahlt worden waren und der Brauereidirektor Lambert Leisewitz aus Anlass seiner Silberhochzeit 50.000 Goldmark spendete, entschied man sich für einen soliden Neubau an gleicher Stelle. Dieser war 1897 fertiggestellt, im „Tiroler Stil“ gehalten und besaß einen hohen Schmuckturm auf der Deckenkonstruktion des Sommersaals. In den Jahren 1908 und 1909 erhielt das Haus als Schenkung des Bankiers Wätjen einen neuen Musikpavillon, der den Namen seines Stifters trägt.
Der Turm musste 1918 abgebrochen werden, da er sich bei einem Sturm derart geneigt hatte, dass man einen Einsturz befürchtete. Das Kaffeehaus wurde im Zweiten Weltkrieg durch Brandbomben zerstört und die Holztrümmer von notleidenden Bürgern entwendet, sodass lediglich noch die Grundmauern standen. Von dieser Situation ausgehend, befasste sich der Vorstand des Bürgerparkvereins erstmals 1951 mit einem Wiederaufbau des Cafés – erwogen wurde ein Gebäude im Stile eines Fachhallenhauses. Es gelang jedoch erst 1960, auf finanzielle Rücklagen durch die Bürgerpark-Tombola zurückzugreifen, sodass die Planungsphase beginnen konnte. 1964 wurde das neue Kaffeehaus am Emmasee im Stile der Zeit nach Plänen von Carsten Schröck und Hans Budde als einstöckiger Flachdachbau mit großen Fensterfronten zum Wasser eingeweiht. Emma am See wird heute das Kaffeehaus benannt.

### Brunnen

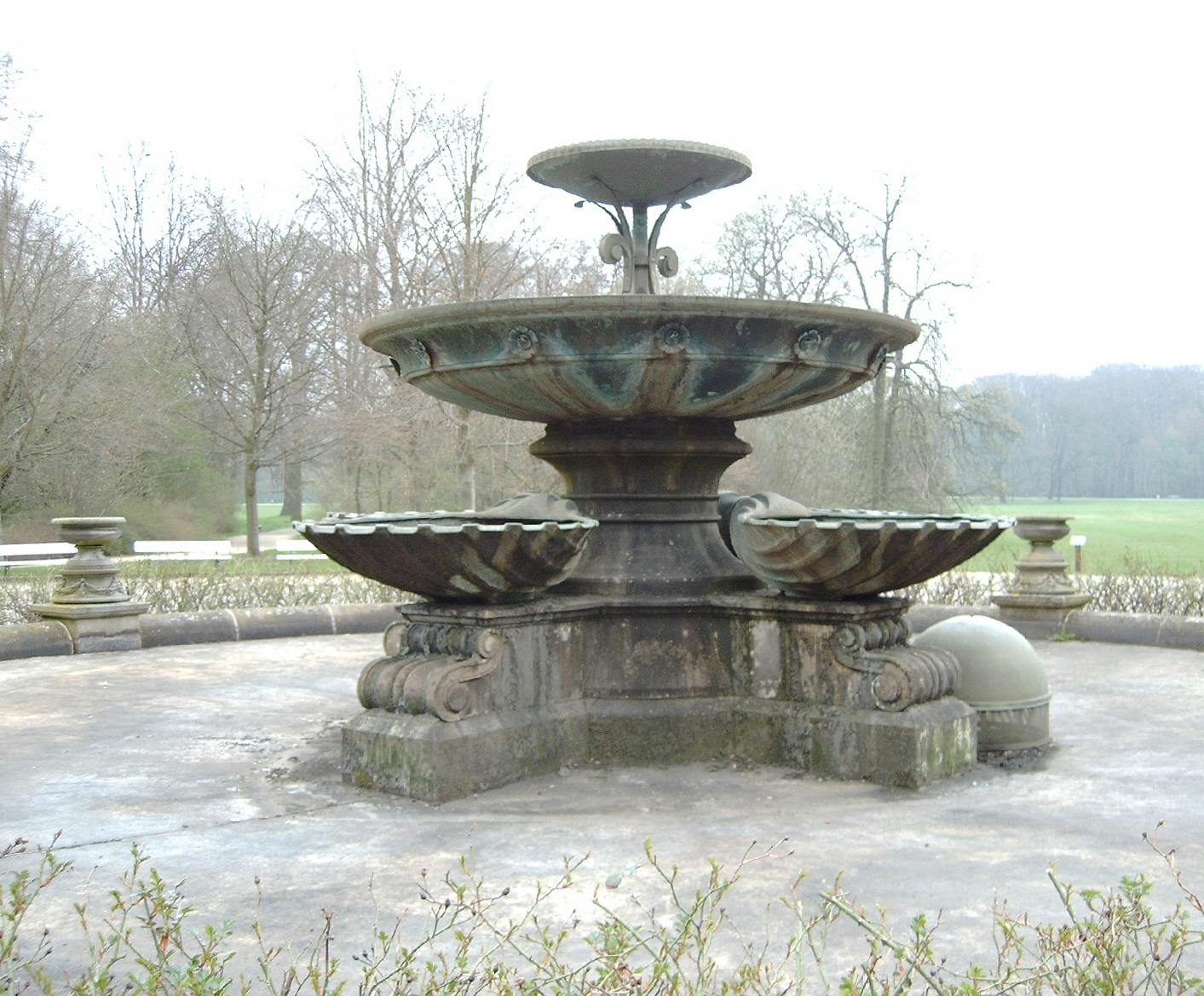
Der abgeschaltete Marcusbrunnen im April 2006

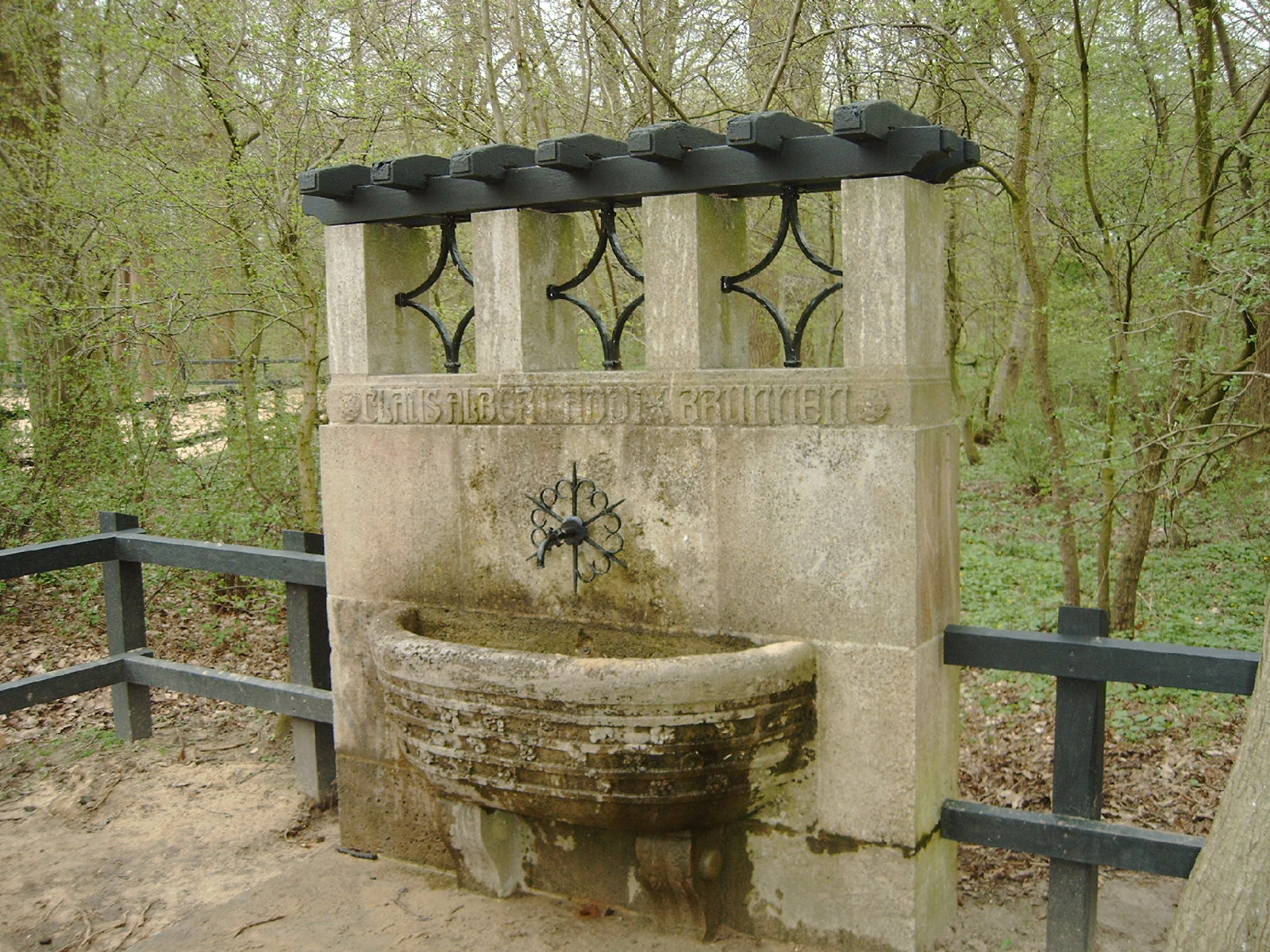
Der Claus-Addix-Brunnen

Der berühmteste Brunnen der Parks ist der Marcusbrunnen im Süden des Bürgerparks in unmittelbarer Nähe zum Parkhotel. Er wurde im Jahr 1883 vom damaligen Bürgermeister Victor Marcus gespendet. Einen Realisierungswettbewerb gewann August Töpfer, dessen gestalterische figurale Ideen von Diedrich Samuel Kropp umgesetzt wurden, während F. Kallmeyer den Metallschmuck goss. Die Einweihung des Brunnens feierte man im Jahre 1889. Das Werk bestand zunächst aus einem steinernen Sockel und einer steinernen Brunnenschale und besaß aus Bronze zwei weitere Schalen, Tritonen und wasserspeiende Seepferde auf dem Sockel. Im Zuge der „Metallspende“ 1942 wurden die Metallelemente demontiert, der Brunnen konnte 1959 aber wieder in zunächst vereinfachter Form in Betrieb genommen werden. 1975 wurde der Marcusbrunnen dann von dem Bildhauer Claus Homfeld wieder mit einer oberen Schale sowie anstelle der ursprünglichen Seepferde mit vier Muschelschalen ergänzt, die jeweils in Bronze ausgeführt wurden.
Der Niemitzbrunnen liegt zwischen dem Parkhotel und dem Haus der Parkverwaltung. Der Kaufmann Johann Friedrich Niemitz stiftete ihn, und er wurde 1878 ein Jahr nach dessen Tod nach einem Entwurf von Heinrich Müller errichtet. Der Brunnen hat die Formgebung eines kleinen pompejanischen Tempels und beherbergt unter seinem flachen Dreiecksgiebel im Inneren Steinbänke und eine Brunnensäule mit Wasserbecken. Ein weiterer Brunnen wurde 1908 infolge eines Legats aus dem Erbe des Kaufmanns Claus Albert Addix vom Bildhauer J. Conrad Buchner gefertigt. Dieser sandsteinerne Claus-Addix-Brunnen steht südlich des Emmasees zwischen einem Spielplatz und der Minigolfanlage und besaß in früherer Zeit auf dem Beckenrand Blumenverzierungen. Die Wasserversorgung des Brunnens ist allerdings bereits seit längerer Zeit defekt.

## Organisation und Finanzierung

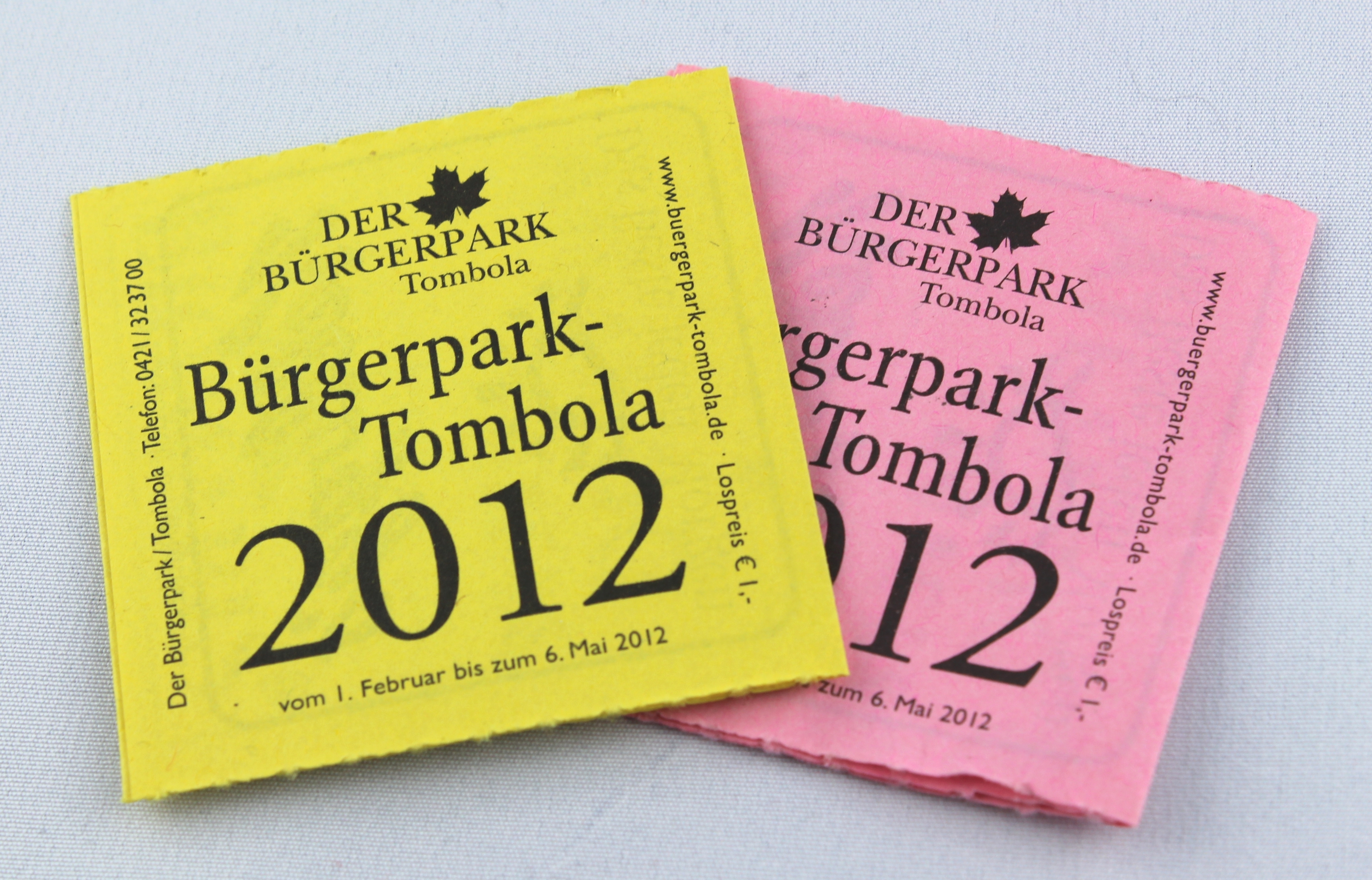
Lose zur Bürgerpark-Tombola 2012

Bis heute werden der Bürgerpark und der Stadtwald ohne staatliche Finanzierung vom Bürgerparkverein, der gut 2.600 Mitglieder zählt, unterhalten und sind damit die größte privat finanzierte Stadtparkanlage in der Bundesrepublik. Einen wesentlichen Einnahmebereich stellt die Bürgerpark-Tombola dar. Diese findet seit 1953 unter der Schirmherrschaft des jeweiligen Bürgermeisters über einen Zeitraum von drei Monaten auf den Plätzen der Innenstadt Bremens statt. Zur dauerhaften finanziellen Festigung der Parks rief der Bürgerparkverein im November 2000 die „Gräfin-Emma-Stiftung zur Erhaltung des Bremer Bürgerparks“ ins Leben. Nach dem Erreichen eines festen Sockelbetrages soll diese als ergänzende Sicherung dienen. Verwaltet wird die Stiftung von der Sparkasse Bremen.
Präsident des Bürgerparkvereins war von 2004 bis zu seinem Tod im Jahr 2022 Joachim J. Linnemann von der Immobiliengesellschaft Justus Grosse. Sehr viele Bäume, aber auch Brunnen und Bänke im Bürgerpark und im Stadtwald sind Spenden von Bremern und tragen daher oft deren Namen.
Der Bürgerparkverein beschäftigt je nach Jahreszeit 30 bis 45 fest angestellte Mitarbeiter im Verwaltungsbüro sowie als Handwerker und Gärtner. Letztere kümmern sich um die Erhaltung der Grünanlage, bessern Schäden aus und setzen neue Ideen gestalterisch um. Ferner sind acht bis zehn Teilzeitkräfte als Sicherheits- und Reinigungspersonal, für die Jagd und den Bisamrattenfang engagiert. Im Verein kann man darüber hinaus Schul- und Berufspraktika sowie ein freiwilliges ökologisches Jahr ableisten.
Der durchschnittliche Jahreshaushalt des Bürgerparks und des Stadtwaldes liegt zwischen 2.000.000 und 2.500.000 Euro. In der Regel wird ein Drittel dieses Betrages durch Vermächtnisse und Erbschaften abgedeckt. Die restlichen zwei Drittel ergeben sich aus privaten Spenden, Mitgliederbeiträgen, großangelegten Spendenaktionen, Miet- und Pachteinnahmen, Stiftungsvermögen und Mitteln aus den Toto- und Lottotöpfen. Maßgeblich trägt zur Finanzierung der Reinerlös der verkauften Lose der Bürgerpark-Tombola bei – 2012 wurden 936.100 Lose zu je einem Euro verkauft. Die Bürgerpark-Tombola ist somit die umsatzstärkste Sachwertlotterie Deutschlands. Der Gesamterlös belief sich bis 2003 auf ungefähr 46.000.000, der Reingewinn auf zirka 19.200.000 Euro.

## Regelmäßige Veranstaltungen
Als zentraler und stark frequentierter Stadtpark einer Großstadt sind Bürgerpark und Stadtwald auch Veranstaltungsort zahlreicher Feste, Vorführungen und Konzerte. Im Jahre 2008 gab es allein 26 Musikveranstaltungen. Die populärste von ihnen ist der jährlich Mitte September stattfindende Konzertabend „Musik und Licht am Hollersee“. Auf einer Bühne am Südufer des Sees spielt dann das Jugendsinfonieorchester Bremen der Musikschule Bremen, während auf den Rasenflächen regelmäßig mehr als 30.000 Zuschauer auf Decken oder mitgebrachten Klappstühlen sitzen und picknicken. Die Atmosphäre erinnert an die Proms, speziell wenn die Besucher zu fortgeschrittener Stunde Fackeln entzünden und der Hollersee in ein weites Lichtermeer getaucht wird. Die Fackeln werden an den Zuwegen verkauft, wobei der Erlös zur Hälfte dem Orchester und zur anderen Hälfte den Spielplätzen in den Parks zugutekommt. Zu einem Höhenfeuerwerk wird traditionell Georg Friedrich Händels Feuerwerksmusik gespielt und den Abschluss bildet das gemeinsam gesungene Lied Der Mond ist aufgegangen.
1995 ging der Bürgerparkverein eine Kooperation mit der bremer shakespeare company ein. Diese führt seitdem jährlich an fünf Tagen im August unter dem Titel „Bremer Theatersommer – Shakespeare im Park“ Klassiker von William Shakespeare auf einer Freilichtbühne an der Melchersbrücke auf. Binnen kurzer Zeit erreichten diese Vorführungen vor der Silhouette des Bürgerparks in der Abenddämmerung eine hohe Beliebtheit und sind in der Regel bereits Wochen zuvor ausverkauft. Seit 1990 feiern mehrere verschiedene Vereinigungen unter der Federführung des Landesbetriebssportverband e. V. (LBSV) im August den „Bremer Kindertag“ am Marcusbrunnen. Ziel ist die Auseinandersetzung der Erwachsenen mit dem Kind. Geboten werden neben einem vielfältigen Spielprogramm auch Tanzvorführungen, Shows, Konzerte und Lesungen. Den Höhepunkt stellt sie Verleihung des Kinder-Oskar dar, der an Personen oder Verbände vergeben wird, die sich besonders um die Rechte der Kinder verdient gemacht haben oder Kindern in unterschiedlichster Weise helfen oder diese fördern.

## Persönlichkeiten
Vorsitzende (Präsidenten) des Bürgerparkvereins
- 1865–1872: Justin Friedrich Wilhelm Löning, Kaufmann
- 1872–1876: August Friedrich Miesegaes
- 1877–1911: Franz Ernst Schütte, Kaufmann
- 1911–1917: Carl Georg Barkhausen, Bürgermeister
- 1918–1933: Clemens Carl Buff, Bürgermeister
- 1933–1934: Richard Markert, Bürgermeister
- 1934–1966: Franz Albrecht Schütte, Kaufmann
- 1966–1977: Otto Ronning, Kaufmann
- 1977–1981: Friedrich Selchert
- 1981–1998: Friedrich Rebers, Sparkassendirektor
- 1998–2004: Heinz-Werner Hempel
- 2004–2022: Joachim J. Linnemann
- seit 2022: Dietrich Grashoff

Parkdirektoren
- 1865–1870: Wilhelm Benque
- 1877–1884: Wilhelm Benque
- 1884–1908: Carl F.H.A. Ohrt (1852–1908)
- 1909–1918: Theodor G. Karich (1853–1918)
- 1919–1963: Hugo Riggers (1884–1968)
- 1964–1989: Günter Reinsch (1923–?)
- 1989–2012: Werner Damke
- seit 2012: Tim Großmann